# トヨタ・アルファード
アルファード（ALPHARD）は、トヨタ自動車が生産・販売している大型LLクラスのミニバンである。製造はトヨタ車体が担当している。

## 概要
内外装の高級感や、車内空間の広さと居住性の確保、高出力エンジンの搭載など、トヨタが量販するミニバンにおいては最上級に位置する。
投入以降、クラウンやレクサス・LSなどのセダンと並び、役所や企業の公用車・社用車としても広く使用されている。
高級ミニバンの分野は、1997年に日産自動車のエルグランドが先陣を切っており、2002年5月に、エルグランドが2代目へフルモデルチェンジするのに合わせる形でアルファードが投入された。アルファードは車両価格・燃費・税制面で有利な直列4気筒・2.4Lエンジンの設定や居住空間の広い前輪駆動が功を奏し、日本のLクラスミニバン市場においてエルグランドを抜いてトップに躍り出た。
このような嗜好はアルファードの販売の拡大とともに、日本だけでなく香港やマカオ、タイ王国、マレーシアなどの左側通行の国に広がり、現在では中国や台湾などといった右側通行の国でも波及し、東アジアや東南アジアで広く販売されている。
初代ではトヨペット店ではアルファードGを、トヨタビスタ店（現・ネッツ店）でアルファードVを販売していた。従来のグランドハイエース/グランビアと同様にグリルに違いを持たせており、Gはメッキグリルと横3段＋斜め格子、Vは同色グリルと横基調の格子が特徴となっていた。2代目からはアルファードVをヴェルファイアとして分割した。3代目（30系）までは外装の意匠に違いはあるものの、エンジンは両車共通であったが、2023年発売の4代目（40系）はヴェルファイアをスポーティ路線に変更した。ハイブリッド車は両車とも2.5Lエンジンを搭載しているが、ガソリン車はアルファードは2.5L自然吸気エンジンの設定に対し、ヴェルファイアは2.4Lターボエンジンを設定しているだけでなく、ヴェルファイア専用のサスペンションチューニングやボディ補強を行っている。そのため価格はアルファードが540万円から872万円、ヴェルファイアは655万円から892万円（いずれも消費税込）とヴェルファイアの方が高額車両となった。

## 初代 ANH1#W/MNH1#W/ATH10W型（2002年 - 2008年）

### 年表
2002年5月22日
それまでの「グランドハイエース」、「グランビア」、「レジアス」、「ツーリングハイエース」の後継車種として発売。月間目標販売台数は4000台、トヨタ車体のいなべ工場で生産すると発表された。
それまでトヨタは、キャブオーバー型のハイエース（H100系）の派生車種であるグランドハイエース/グランビア/レジアス/ツーリングハイエースのハイエース連合軍で、テラノ（R50型）の派生車種である、エルグランド（E50型）に立ち向かっていたが、当時月販1万6,000台を超えるエルグランドとは対照的に販売面で苦戦を強いられていた。そこで真っ向から勝負できるモデルを出すべく従来の4車種を統合し、ネーミングも新たに「アルファード」とし、発表日を2代目エルグランド（E51型）の翌日とするなど、話題作りも販売戦略のひとつとして採りいれられた。
エルグランドはモダンでクリーンなインテリアが売りだったが、こちらは面積の広い木目調パネルをあしらうなど、あくまでも日本人好みの豪華さを目指した。テレビCMにはジャン・レノが出演。全車にパワーウインドウ付き助手席側スライドドア、リモコン開閉が可能なパワーウインドウを装備。リモコンパワースライドドアや日本車初のパワーバックドアがオプション設定された。
欧州と完全に袂を分かち、日本国内専用かつ、乗用専用としたことで基本構成が大きく変わった。プラットフォームは2代目エスティマのものを流用し、コストダウンと生産効率を上手く両立させた。さらにアイポイントを上げ、車体剛性も高めている。横置きエンジンによる前輪駆動が基本となる。また、この車体寸法と車両総重量ながら、四輪駆動を含む全グレードのサスペンションに、コンパクトカーなどで一般的な、フロントマクファーソンストラット、リアトーションビームを採用している点も他社製上級ミニバンに見られない特徴である。
乗車定員は2列目の仕様の違いにより7名あるいは8名で、全てのグレードで四輪駆動を選ぶことが可能であった。
2003年4月
外板色のグレーマイカメタリックを廃止。
2003年7月30日
アルファードハイブリッドを追加。専用デザインのヘッドライト・グリル・バンパーやテールランプ・リアガーニッシュ・アルミホイールで差別化を図った。
AS/MSの外板色としてダークブルーマイカが追加。
MX"J Edition"が廃止。
デュアルパワースライドドアを採用。これによりMZ・MZ"G Edition"にはデュアルパワースライドドアが標準装備となる。これまでMZ・MZ"G Edition"のみオプション設定があったETCユニットが全車オプション設定される。
後席シアターサウンドシステム付車に装備、ライブサウンドシステム付車にオプション設定が可能なリアシートエンターテイメントシステムの後席液晶モニターが7インチから9インチに変更される。
MZ・MZ"G Edition"のみのオプション設定だったシアターサウンドシステムがMS/ASオプション設定される。
特別仕様車としてMS/AS"Premium"を発表・発売。
2004年 1月6日
ハイエースのフルモデルチェンジに伴い、それまで設定していたワゴンのスーパーカスタム系が統合される。
特別仕様車としてMS/AS"Premium"に装備を追加したMS/AS"Premium Alcantara version"を発表・発売。
2004年2月
ガソリン2.4Lモデルとアルファードハイブリッドが「平成17年基準排出ガス75％低減レベル」の認定を国土交通省より取得。また「平成22年度燃費基準＋5％」をクリアする低燃費車として、グリーン税制に対応する。
そのためガソリン2.4Lモデルは型式がUA-ANH1#WからCBA-ANH1#Wに、ハイブリッドはZA-ATH10WからCAA-ATH10Wに変更される。
2004年5月
ビスタ店の統合によりアルファードVの扱い店がネッツ店になる。
2004年6月8日
特別仕様車としてMX/AX"TRESOR・ALCANTARA version"を発表・発売。
L Editionの装備に加え、シート表にアルカンターラ＋専用ファブリック(スエード調ニット）、本革巻き＋茶木目調ステリングホイール、オプティトロンメーター、16インチアルミホイールなどを特別装備した。
2005年4月19日
マイナーチェンジ。外装は主にヘッドライト、グリル、テールライトはフロントバンパー、リアガーニッシュが変更された。またMS/ASのアルミホイール、MX/AXのホイールキャップのデザインが変更。室内は主に木目調パネルのカラー変更や、インパネデザイン(エアコン吹き出し口・エアコンパネル)を変更、新タイプのオプティトロンメーターとなった。
法規制に対応するため左フェンダー上にサイドアンダーミラーが装備。そのほかスマートドアロックシステム、車速感応パワードアロックなどを設定。
メーカーオプションのナビはサウンドライブラリ内蔵のHDDタイプとなり、G-BOOK ALPHAなどに対応した。
2005年8月
レクサスブランドの日本国内での開業に伴い、それまでネッツ店の最上級車種であったアリストがレクサス・GSに移行したため、アルファードVが同店の最上級車種となる。
2005年9月26日
特別仕様車としてMS/AS"Limited"、MS/AS"Limited DUAL AVN SPESIAL"を発表・発売。
2006年6月26日
アルファードハイブリッドが「平成17年基準排出ガス75％低減レベル」を取得。また、2006年4月より適用となった「平成22年度燃費基準+20％」を達成しており、より優位な優遇税制の対象車となった。
これにより型式がCAA-ATH10WからDAA-ATH10Wに変更される。
2006年8月1日
特別仕様車としてアルファードGにMS/AS"Prime Selection"、アルファードVにMS/AS "PLATINUM SELECTION"を発表・発売。
2007年6月11日
一部改良。外板色 ホワイトパールマイカを廃止、ホワイトパールクリスタルシャイン を追加。
特別仕様車としてアルファードGにMS/AS"Prime Selection II"、アルファードVにMS/AS" PLATINUM SELECTION II"を発表・発売。
2008年4月
アルファードハイブリッド販売終了。このため、2011年に復活するまでトヨタのミニバンにおけるハイブリッドは、エスティマハイブリッドに一旦引き継がれた。
アルファードV販売終了。このため、アルファードシリーズはGのみとなった。
2008年5月
アルファードG販売終了。Gは2代目にモデルチェンジ、Vはヴェルファイアに移行。

### エンジン・駆動系
エンジンは2代目エスティマと同様、2AZ-FE型直列4気筒2,400cc（159ps）と1MZ-FE型V型6気筒3,000cc（220ps）、およびハイブリッド用の2AZ-FXE型直列4気筒2,400cc（131ps）がある。
トランスミッションは、2,400ccの2AZ-FEにスーパーインテリジェントオートマチックの4速仕様が設定されている。3,000ccの1MZ-FEには当初、スーパーインテリジェントオートマチックの4速仕様を組み合わせていたが、2005年4月のマイナーチェンジで5速仕様に変更されている。ハイブリッドではTHS-Cと呼ばれるベルト式CVTを組み合わせたハイブリッドシステムが搭載されている。
エスティマのプラットフォームをベースとしているため横置きエンジンの前輪駆動であるが、全車に四輪駆動が設定される。エスティマよりもリアの重量が重くなったため、実用上の問題は最小限である。四輪駆動車は、エスティマに採用されたアクティブトルクコントロール4WDとは異なり、ビスカスカップリング付きセンターデフを用いたフルタイム4WDとなっている。また、ハイブリッドでは補助的にリアモーターが駆動するタイプの電気式4WDシステム「E-Four」となっている。

### グレード

#### マイナーチェンジ前 カタロググレード
※「パワースライドドア」と表記されているところは2002年5月場時は片側・2003年7月の改良時に両側となった箇所。
MZ"G Edition"
ツインムーンルーフ、パワーバックドア、トップシェード・IRカット付ウインドシールドグリーンガラス、IRカット機能付き合わせフロントサイドドアガラス（撥水機能付）、本革シート、合成皮革ドアトリムやVSC&TRが主なMZからの追加装備である最上級グレード。その他は下のMZに準ずる。 乗車定員は7人乗りのみの設定。内装色はアイボリーの本革。
MZ
トップシェード付ウインドシールドグリーンガラス、リニアモーター式電動カーテン、運転席パワーシート、オプティトロンメーター、本革巻+茶木目調ステアリングホイールなどを装備する上級グレード。  MZ系のみフロントウィンドウウォッシャーノズルがカラード、アウトサイドドアハンドルはメッキとなる。オーディオはインダッシュCDチェンジャー（6連奏）＋MD一体AM/FMマルチ電子チューナー付き＋ラジオ＋6スピーカー。パワースライドドアが標準装備となる。乗車定員は7・8人乗りの設定。7人乗りにはセカンドシートにオットマンが装備される。内装色はアイボリーのジャガードモケット。  ホイールは16インチアルミホイールが標準装備。
MS/AS
エアロバンパー+サイドクラディングパネル、大径テールパイプをはじめ、H∞‐TEMS、スポーツタイプメーター、本革巻+紺木目調ステアリングホイールなどを装備するスポーツタイプグレード。 オーディオはMD/CD一体AM/FMマルチ電子チューナー付ラジオ+6スピーカー。スライドドアは両側手動が標準オプションでパワースライドドアを用意。乗車定員は7・8人乗りの設定。内装色はストーンのスエード調ニット。  ホイールは17インチアルミホイールが標準装備。
MX"L Edition"/AX"L Edition"
AX/MXをベースに片側パワースライドドアやディスチャージヘッドランプを装備したグレード。 オーディオはMD/CD一体AM/FMマルチ電子チューナー付ラジオ+6スピーカー。乗車定員は8人乗りのみの設定。内装色はアイボリーのプリントニット。ホイールは16インチスチールホイール＋フルホイールキャップだが、オプションで16インチアルミホイールを選択可能。
MX/AX
スライドドアイージークローザーやエンジンイモビライザー、プライバシーガラスなどを装備したベーシックレード。 オーディオはMD/CD一体AM/FMマルチ電子チューナー付ラジオ+6スピーカーを標準装備。乗車定員は8人乗りのみの設定。内装色はアイボリーのプリントニット。ホイールは16インチスチールホイール＋フルホイールキャップ。
MX"J Edition"
MXからプライバシーガラス、カラードドアミラー、エンジンイモビライザー、フロント木目調ドアトリム、３列目シートアームレストの装備を省いた廉価グレード。 オーディオは6スピーカー装備のオーディオレス。乗車定員は8人乗りのみの設定。内装色はアイボリーのプリントニット。  ホイールは16インチスチールホイール＋フルホイールキャップ。

#### マイナーチェンジ前 特別仕様車
MS/AS"Premium"
専用ライトグレーシート＆トリム、MZ系と同じオプティトロンメーター、デュアルパワースライドドア、専用アルミホイール（ハイグロス塗装）などを特別装備。ボディカラーはホワイトパールマイカ・ダークブルーマイカのほか、特別塗装色のグレーメタリックを設定。乗車定員は8名のみの設定。
MS/AS"Premium Alcantara version"
主にMS/AS Premiumをベースにアルカンターラ＋ファブリック（スエード調ニット）シート、ルカンターラ仕様の専用車検証入れの特別装備を追加されたものとなる。
ボディカラー・乗車定員はMS/AS Premiumと同じ。
MX/AX"TRESOR・ALCANTARA version"
L Editionの装備に加え、シート表にアルカンターラ＋専用ファブリック(スエード調ニット）、本革巻き＋茶木目調ステリングホイール、オプティトロンメーター、16インチアルミホイールなどを特別装備した。 ボディカラーはブラックマイカ、シルバーメタリック、ホワイトパールマイカを設定。

#### アルファードハイブリッド マイナーチェンジ前 カタロググレード
ALPHARD HYBRID "G Edition"
ベースグレードに加え、アルファードハイブリッドライブサウンドシステム（DVDナビゲーションシステム＋6スピーカー）ブラインドコーナーモニター、クルーズコントロール、バックドアイージークローザー、本革巻黒木目調ステアリング、運転席電動シートなどを装備した上位グレード。乗車定員は7・8人乗りの設定。内装色はアイボリーのジャガードモケット。
ホイールは16インチアルミホイールが標準装備。
ALPHARD HYBRID（ベースグレード）
ワイドマルチAVステーション（MD/CD一体AM/FMラジオ+6スピーカー＋6.5インチ液晶モニタ）スライドドアイージークローザーやを装備したベースグレード。アウトサイドドアハンドルはカラード。
乗車定員は8人乗りのみの設定。内装色はアイボリーのプリントニット。
ホイールは16インチアルミホイールが標準装備。

#### マイナーチェンジ後　カタロググレード
MZ"G Edition"
ツインムーンルーフ、パワーバックドア、トップシェード・IRカット付ウインドシールドグリーンガラス、IRカット機能付き合わせフロントサイドドアガラス（撥水機能付）、本革シート、合成皮革ドアトリムやVSC&TRが、H∞-TEMS主なMZからの追加装備である最上級グレード。その他は下のMZに準ずる。
オーディオはMD/CD一体AM/FMマルチ電子チューナー付ラジオ+6スピーカー。スライドドアは両側電動となる。乗車定員は7人乗りのみの設定。内装色はアイボリーの本革。
MZ
トップシェード付ウインドシールドグリーンガラス、リニアモーター式電動カーテン、運転席パワーシート、本革巻+木目調ステアリングホイール、クルーズコントロールなどを装備する上級グレード。MZ系のみフロントウィンドウウォッシャーノズルがカラードとなる。メーカーオプションでレーダークルーズコントロールも選択可能。
オーディオはMD/CD一体AM/FMマルチ電子チューナー付ラジオ+6スピーカー。スライドドアはデュアルパワースライドドアとなる。乗車定員は7・8人乗りの設定。7人乗りにはセカンドシートにオットマンが装備される。装色はアイボリーのジャガードモケット。
ホイールは16インチアルミホイールが標準装備。
MS/AS
エアロバンパー+サイドクラディングパネル、大径テールパイプをはじめウインドシールドグリーンガラス、スポーツタイプオプティトロンメーター、本革巻+黒木目調ステアリングホイールなどを装備するスポーツタイプグレード。スライドドアは両側手動が標準でメーカーオプションでデュアルパワースライドドアを選択できる。アウトサイドドアハンドルはカラード＋メッキ。
オーディオはMD/CD一体AM/FMマルチ電子チューナー付ラジオ+6スピーカー。スライドドアはオプションでパワースライドドアを用意。乗車定員は7・8人乗りの設定。内装色はストーンのスエード調ニット。
マイナーチェンジ前に標準装備だったH∞-TEMSはメーカーオプションとなる。
ホイールは17インチアルミホイールが標準装備。
MX"L Edition"/AX"L Edition"
AX/MXをベースに助手席側パワースライドドアや、オプティトロンメーターなどが装備される。
オーディオはMD/CD一体AM/FMマルチ電子チューナー付ラジオ+6スピーカー。乗車定員は8人乗りのみの設定。内装色はアイボリーのプリントニット。
ホイールは16インチアルミホイールが標準装備。
MX/AX
ハロゲンヘッドライトやアナログコンビネーションメータを装備したベーシックグレード。アウトサイドドアハンドルはメッキ。
オーディオはMD/CD一体AM/FMマルチ電子チューナー付ラジオ+6スピーカー。乗車定員は8人乗りのみの設定。内装色はアイボリーのプリントニット。
ホイールは16インチスチールホイール＋フルホイールキャップ。

#### マイナーチェンジ後 特別仕様車

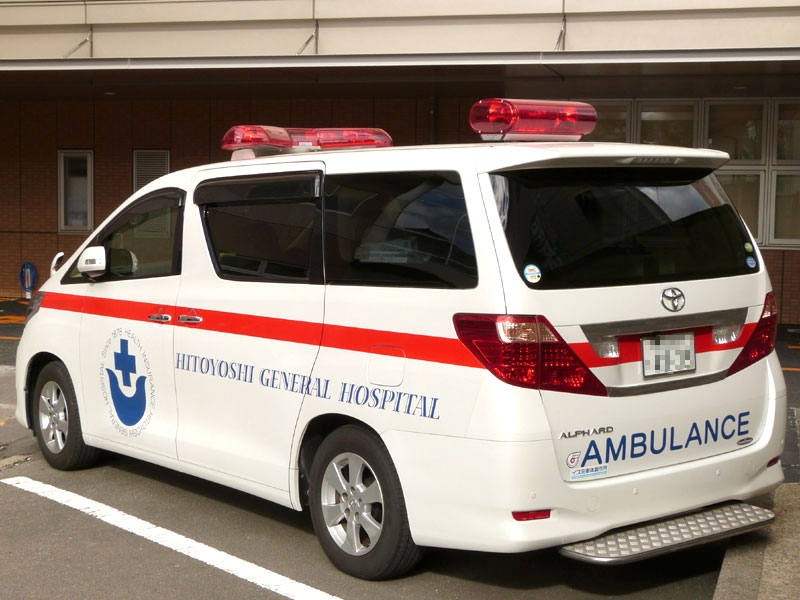
医療機関の救急車
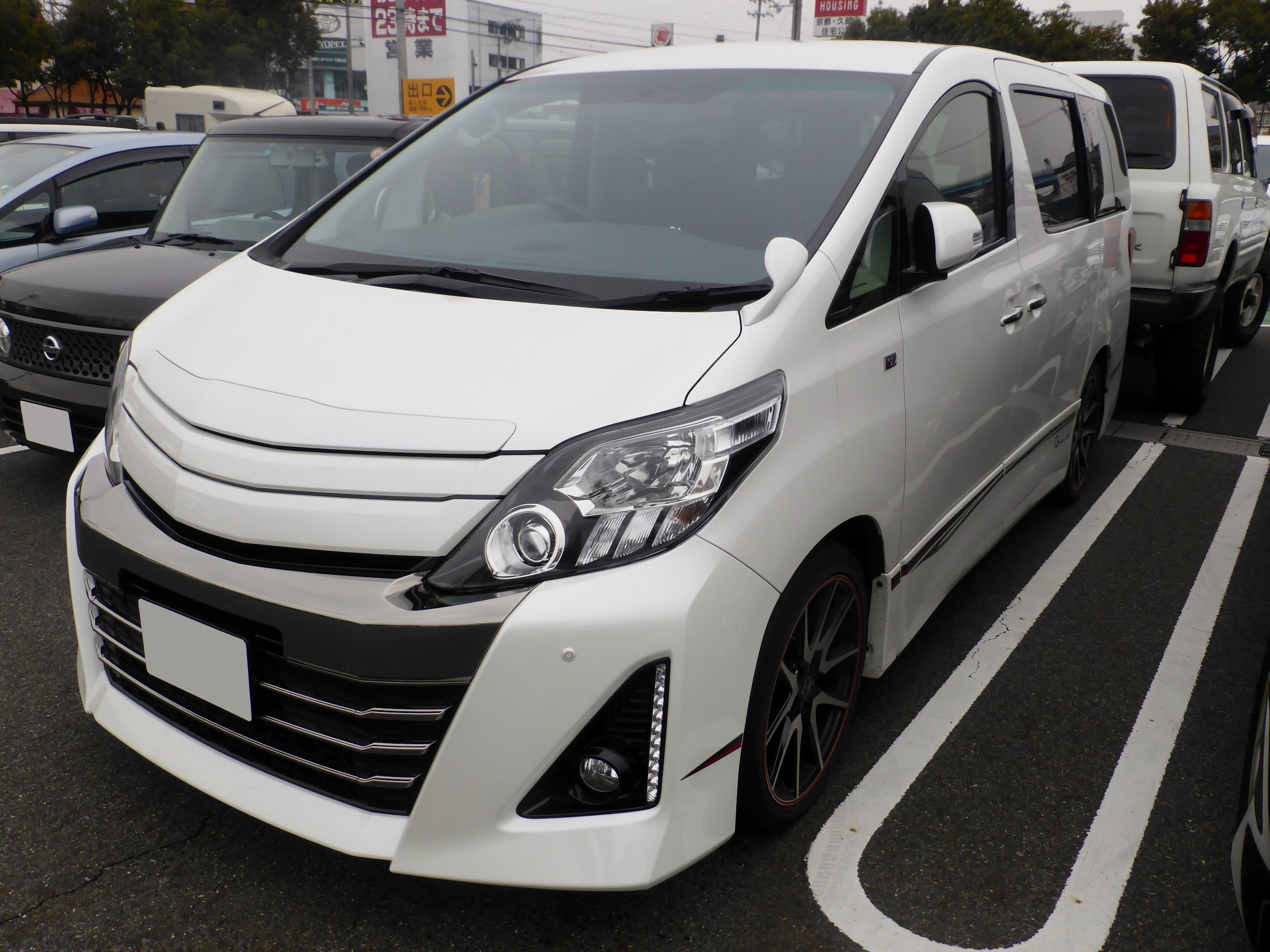
G's

MS/AS"Limited"・MS/AS"Limited DUAL AVN SPESIAL"
アルカンターラシート、デュアルパワースライドドアスライドドア、バックドアイージークローザーなどを特別装備。
MS/AS Limited DUAL AVN SPECIALには、富士通テン株式会社（現・デンソーテン株式会社）と共同開発した、運転席と助手席で別の映像が見られる「DUAL AVN」を搭載したナビ特別装備している。
乗車定員は8人乗りのみの設定。ボディカラーはホワイトパールマイカ、グレーメタリック、ブラックマイカを設定。
MS/AS"Prime Selection"
アルファードGに設定。
アイボリーの本革とアルカンターラを組み合わせたシート、デュアルパワースライドドア、パワーバックドア、バックドアイージークローザーなどを特別装備。
内装は非エアログレードと同じアイボリー内装・木目調パネルとなる。
乗車定員は8人乗りのみの設定  ボディカラーはホワイトパールマイカ、グレーメタリック、ブラックマイカを設定。
MS/AS"PLATINUM SELECTION"
アルファードVに設定。
特別装備内容はMS/AS Prime Selectionと同様だが、PLATINUM SELECTIONは内装MS/ASと同様ストーン内装・黒木目調パネル、シートはグレーのアルカンターラシートとなる。
乗車定員・ボディカラーはMS/AS Prime Selectionと同様。
MS/AS"Prime Selection II" ※アルファードGのみ
アルファードGに設定。
アイボリーの本革とアルカンターラを組み合わせたシート、デュアルパワースライドドア、バックドアイージークローザーなどを特別装備。
内装は非エアログレードと同じアイボリー内装・木目調パネルとなる。
乗車定員は8人乗りのみの設定  ボディカラーはホワイトパールクリスタルシャイン、グレーメタリック、ブラックマイカを設定。
MS/AS"PLATINUM SELECTION II" ※アルファードVのみ
アルファードVに設定。
アルカンターラを組み合わせたシート、デュアルパワースライドドア、バックドアイージークローザーなどを特別装備。
内装色はストーンだがシートエトリムカラーはブラック、木目調パネルは専用の茶木目調が採用されている。エアログレードと同じブラック内装・木目調パネルとなる。
乗車定員は8人乗りのみの設定  ボディカラーはホワイトパールクリスタルシャイン、グレーメタリック、ブラックマイカを設定。

#### アルファードハイブリッド マイナーチェンジ後 カタロググレード
ALPHARD HYBRID "G Edition"
ベースグレードに加え、HDDナビゲーションシステムやブラインドコーナーモニター、クルーズコントロール本バックドアイージークローザー、本革巻+シルバー木目調ステアリング、運転席電動シートなどを装備した上位グレード。乗車定員は7／8人乗りの設定。内装色はアイボリーのジャガードモケット。
ホイールはスーパークロムメタリック塗装の16インチアルミホイール標準装備。
ALPHARD HYBRID（ベースグレード）
ワイドマルチAVステーション（MD/CD一体AM/FMラジオ+6スピーカー＋6.5インチ液晶モニタ）スライドドアイージークローザーやを装備したベースグレード。アウトサイドドアハンドルはメッキ。
乗車定員は8人乗りのみの設定。内装色はアイボリーのプリントニット。
ホイールは16インチアルミホイールが標準装備。

### ロイヤルラウンジ
マイナーチェンジ後モデルに設定ファードから3列目シートを撤去し、2列目シートをキャプテンシートにした仕様。後席には専用のシートが装備されパワーシート、集中スイッチ（窓、カーテンなど）、オットマン、読書灯などを備える。足元の広さは高級セダンをはるかにしのぐ。G・Vとハイブリッド全車に設定があるが、ハイブリッドは価格上昇を抑えるために装備の質が落とされている。
架装はトヨタモデリスタインターナショナルが行う。

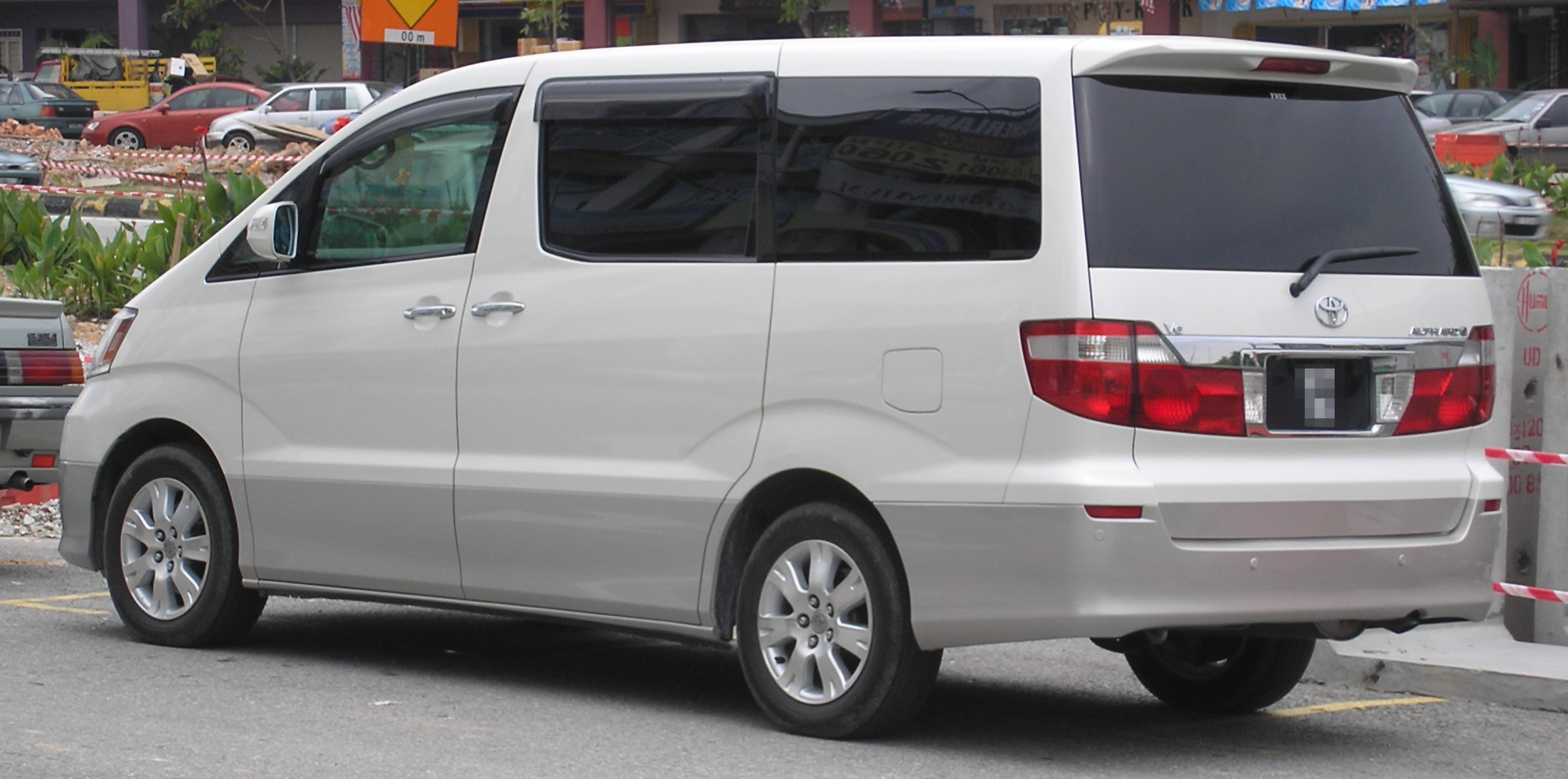
前期型（後面）
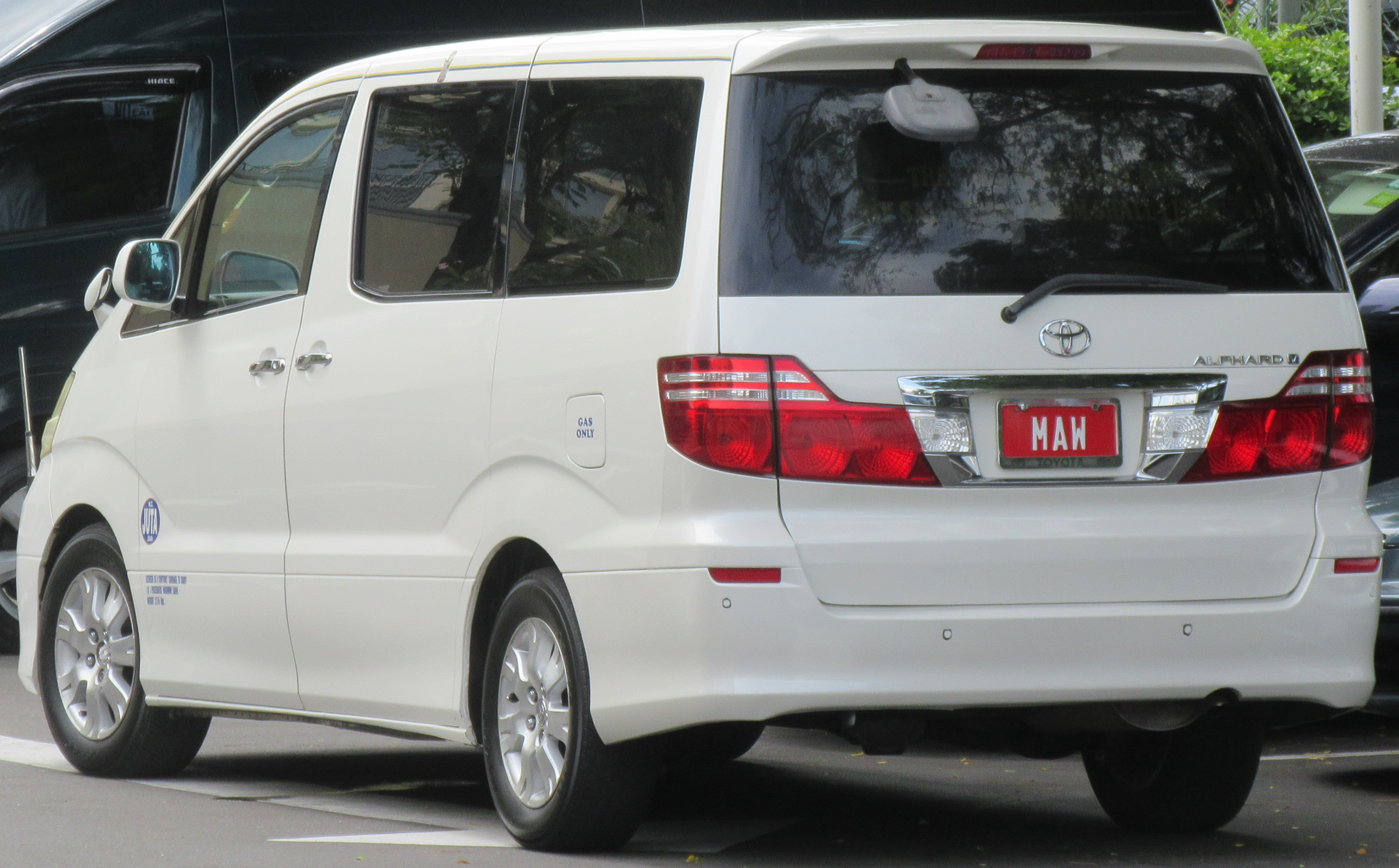
後期型（後面）
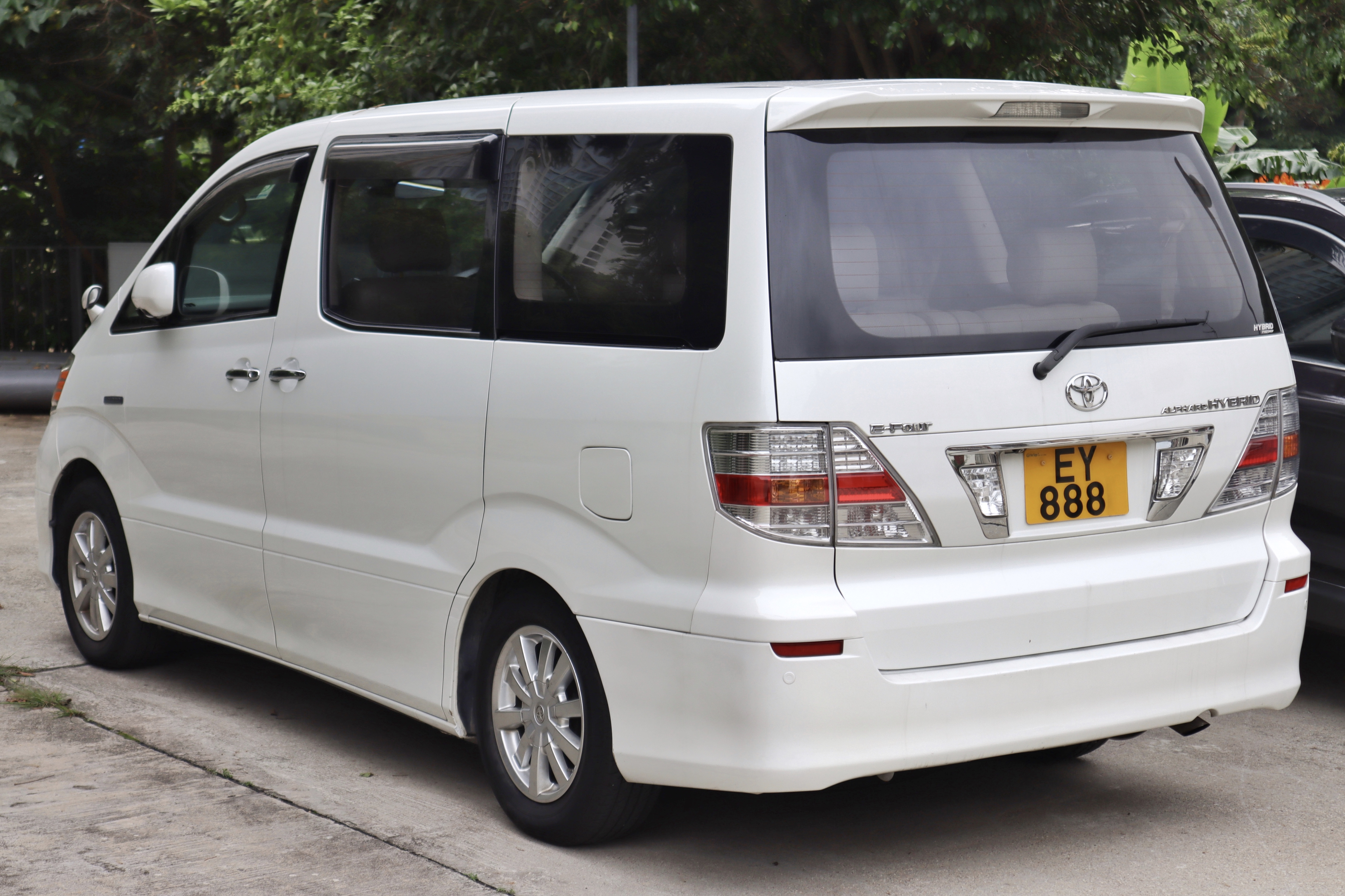
ハイブリッド（後面）
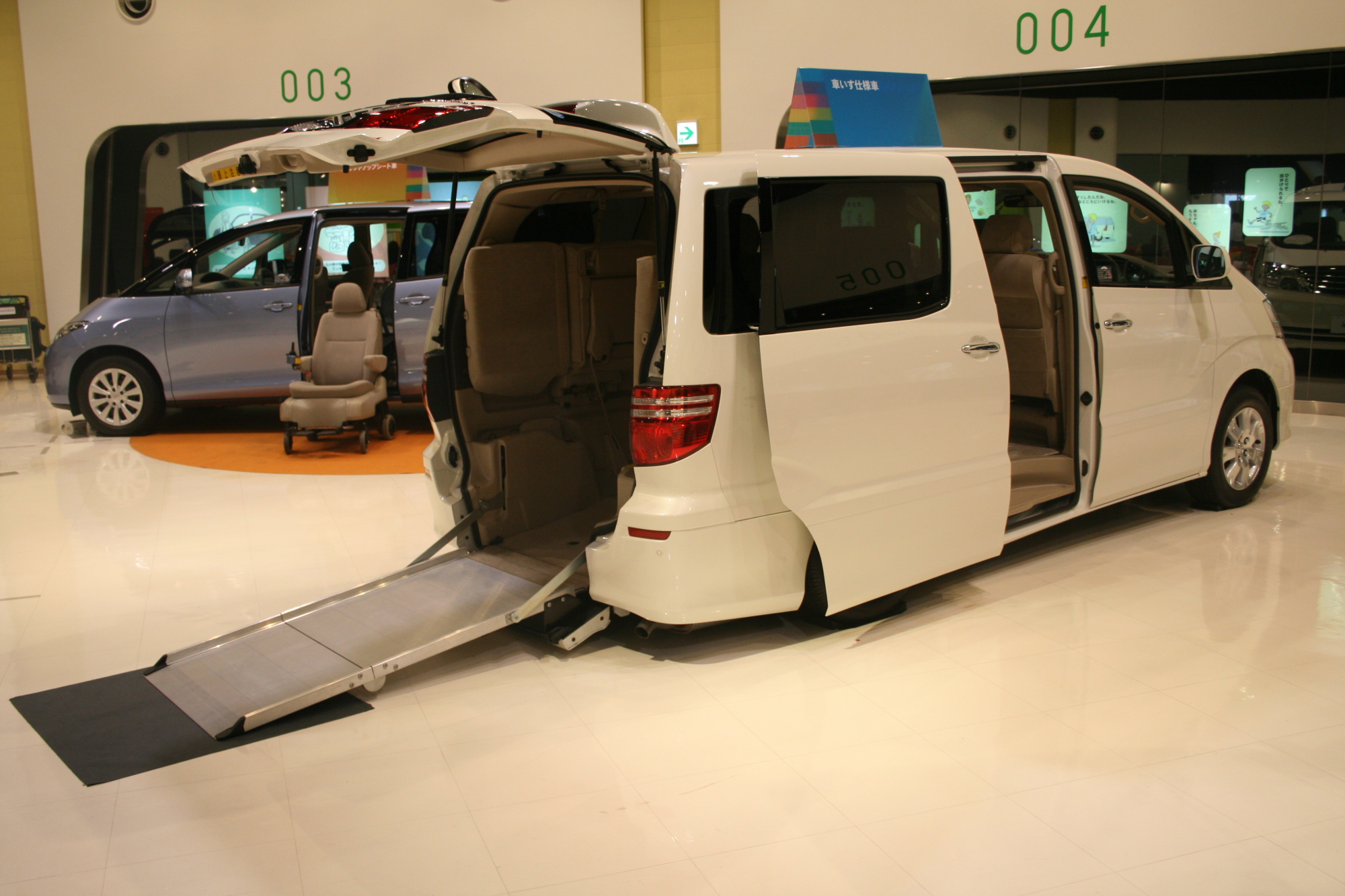
車椅子仕様車

## 2代目 ANH2#W/GGH2#W/ATH20W型（2008年 - 2015年）

### 年表
2008年5月12日
約6年ぶりにフルモデルチェンジ。
シャシーは同社3代目エスティマと共通となった。直4・2.4Lの2AZ-FEは継続されたが、V6はエスティマと同じ3.5Lの「2GR-FE」に改められた（前者はCVT、後者はシーケンシャルシフトマチック付6SuperECT［スーパーインテリジェント6速AT］を新たに採用）。エスティマの上級車種というポジショニングを明確にするためか、グレード構成は3.5Lのほうにやや重きを置かれている。月間目標販売台数は3,000台と発表されていた。
なお、このモデルより「アルファード」はネーミングから「G」がとれトヨペット店専売となり、ネッツ店向けの「V」はアルファードから独立して新たに「ヴェルファイア」の名称が与えられた。両車の違いはノア/ヴォクシーのようにフロントマスクがそれぞれ専用のものが用意されるなどより明確なものとなった。また、グレード呼称は同じトヨペット店扱いのマークXやマークXジオ同様、排気量にアルファベットの組み合わせとなっている（例: 350S）。なお先代にあったハイブリッド車はフルモデルチェンジ時点では設定されていなかった。
今回のモデルチェンジで、新MCプラットフォームが採用され、従来よりも全高が45mm低くなっている。
乗車定員は先代に引き続き7人乗りと8人乗りが用意されるが、前者はキャプテンシートとなる。さらに「350G "L Package"」と「350S "C Package"」にはエグゼクティブパワーシートと呼ばれる上級仕様のキャプテンシートが備わる。
2009年6月2日
特別仕様車「240S "Limited"」と「350S "Prime Selection"」を発表・発売。
2010年4月1日
特別仕様車「350S/240S"Prime Selection II"」を発表・発売。
2010年4月23日
北京モーターショーに出展。同時に日本から輸入するかたちで中国市場に投入されることが発表された。またアルファード史上初の左ハンドル車でもある。その後、中国に続いて台湾にも投入された。
2010年9月30日
特別仕様車「350/240S"Prime Selection II -type GOLD-"」を発表・発売。
2011年5月20日
特別仕様車「350S/240S"Prime Selection II -type GOLD II-"」を発表。(6月発売)
2011年9月27日
マイナーチェンジを発表（11月1日販売開始）。フロント周り、リアガーニッシュ、バックランプのデザインを変更。内装ではスピードメーターのデザインやシート表皮、木目調色を変更。また、車両周辺を真上からみたような広範囲の映像を表示し、安全運転をサポートするトヨタ初のパノラミックビューモニターをオプション設定、グレードにより、オートマチックハイビーム、運転席オートスライドアウェイ、ナノイー、スーパーUVカットガラス（フロントドア）などの先進装備も採用。
グレード構成も若干変更され、Xグレードは3.5L車（350X）が廃止され、2.4Lの240Xのみとなった他、新たに240Sにも2列目のエグゼクティブパワーシート等を搭載した"240S C Package"が設定された。
同時に、ユーザーから強い要望のあったハイブリッド車が復活（11月21日販売開始）。ハイブリッドシステムにリダクション機構付THS-IIを採用し、エンジン音や振動を徹底的に抑制したことで優れた静粛性を実現するとともに、2AZ-FXE型エンジンと「E-Four（電気式四輪駆動）」の組み合わせにより、パワフルな加速性能と高度な操舵安定性を実現。また、シートとフロントフロアカーペットの一部のファブリック表皮に、一般的なバイオプラスチックに比べて耐熱性、耐衝撃性などを向上させた植物由来成分を含むプラスチック「エコプラスチック」を採用。また、グレード体系は「HYBRID X」・「HYBRID G」・「HYBRID SR」の3グレードを設定（「HYBRID G」には"L Package"、「HYBRID SR」には"C Package"も設定）し、バリエーションを充実させた。
インテリジェントパーキングアシスト（駐車空間検出機能付）は後期型から廃止された。
2012年9月18日
特別仕様車「240S"type GOLD"」・「350S"type GOLD"」を発売。
「350G」・「HYBRID G」・「HYBRID SR」には"Premium Seat Package"を新設。
ハイブリッド車には発電機を非常用電源として使用できるアクセサリーコンセント（AC100V-1500W）をオプション設定に追加。
350S/240Sをベースとしたスポーツドレスアップモデル「G's」を発表（11月12日販売開始）。
2013年10月31日
特別仕様車「240S"type GOLD II"」・「350S"type GOLD II"」を発売。

### グレード

#### マイナーチェンジ前　カタロググレード
350G"L Package"
最上級グレード。350S "C Package"の装備に加え、快適温熱シート（運転席・助手席）、ツインムーンルーフが追加される。内装色はシェル。シート表皮は本革、木目調パネルは茶木目調。木目調加飾箇所はインパネ、フロントドア・スライドドア・クォータートリム、コンソールボックス、ステアリング＆シフトノブ。乗車定員は7人乗りのみで、フロントシートとセカンドシートがパワーシートとなる。助手席とセカンドシートにパワーオットマンが装備される。
ホイールは16インチアルミホイール(四輪駆動)、17インチアルミホイール(前輪駆動）が標準装備。
350G/240G
350X/240Xの装備に加え、デュアルパワースライドドア、雨滴感知式フロントワイパー、バックドアイージークローザー、ロック時オート格納＆リバース連動機能付きドアミラー、茶木目調本革ステアリングホイール＆シフトノブが追加される。コンソールボックスはスライド式、メーターはオプティトロンメーター（照射照明付）となる。
内装色はシェル、シート表皮はジャガードモケット。木目調パネルは茶木目調。木目調加飾箇所インパネ、フロントドア・スライドドア・クォータートリム、コンソールボックス、ステアリング＆シフトノブに。乗車定員は7/8人乗りで、フロントシートはパワーシート。運転席にマイコンプリセットドライビングポジションシステム、助手席にパワーオットマンが装備。また7人乗りのみセカンドシートにオットマンが装備される。
ホイールは16インチアルミホイール(四輪駆動)、17インチアルミホイール(前輪駆動）が標準装備。
350S"C Package"
Sグレードの上級グレード。350G/240Gより上位の位置づけとなる。350Sの装備に加え、大型ヘッドレストやアームレストが装備されるエグゼクティブパワーシート、雨滴感知式フロントワイパー、IRカット機能付きフロントサイドガラス、デュアルパワースライドドア、パワーバックドア＆バックドアイージークローザー、ロック時オート格納＆リバース連動機能付きドアミラーなどが追加される。コンソールボックスはスライド式となる。また、メーターはスポーツグレードだがGグレードと同じオプティトロンメーター（照射照明付）となる（赤色ではなく青色）
内装色はダークグレーのほか、シェルの設定あり。シート表皮はダークグレー：ジャガード織物、シェル：ジャガードモケット。木目調パネルはダークグレー：赤木目調、シェル：茶木目調・木目調加飾箇所はインパネ、フロントドア・スライドドア・クォータートリム、コンソールボックス、ステアリング＆シフトノブ。乗車定員は7人乗りのみで、フロントシートとセカンドシートがパワーシートとなる。運転席にマイコンプリセットドライビングポジションシステムが、助手席とセカンドシートにパワーオットマンが装備される。  ホイールは18インチアルミホイールが標準装備。
350S/240S
専用バンパー、サイドクラディングパネル、マフラーカッターが装備されるエアログレード。ヘッドライトはブラックメタリック塗装、テールランプはスモークタイプとなる。
基本的に装備は350X/240Xに準ずるが、オプティトロンメーターはスポーツタイプ（標準は青色だがスポーツタイプは赤色）、赤木目調本革ステアリングホイール＆シフトノブが装備される。  内装色はダークグレーでシート表皮はジャガード織物。木目調パネルは赤木目調で、インパネ、ステアリング＆シフトノブに木目調加飾がなされる。乗車定員は7人/8人乗りで、7人乗りにはオットマンが装備される。  ホイールは18インチアルミホイールが標準装備。
350X/240X
助手席側パワースライドドアやウレタンステアリングホイール＆シフトノブ、回転式コンソールボックス、オプティトロンメーター、ウォッシャー連動時間調整式間欠フロントワイパーなどを装備するベーシックグレード。シートは全席マニュアルシート。
内装色はシェルでシート表皮はトリコット。木目調パネルは茶木目調。木目調加飾箇所インパネのみ。乗車定員は8人乗りのみ（サイドリフトアップシート車を除く）。
ホイールは16インチアルミホイール（350X・4WD車、240X）、17インチアルミホイール（350X・2WD車）が標準装備。

#### マイナーチェンジ前　特別仕様車
240S"Limited"
240Sをベースにデュアルパワースライドドアを特別装備し、また内装色を240Xと同じシェル、シートをトリコット表皮、メーターを240Xと同じオプティトロンメーター、ウレタンステアリングハンドル＆シフトノブとすることで価格を抑えた特別仕様車。木目調パネルは専用艶あり茶木目調となる。デュアルパワースライドドアをオプションで装備した240Sの価格と比較すると約11万円安い。
ボディカラーはホワイトパールクリスタルシャイン、ゴールドパールクリスタルシャイン、ブラック、特別塗装色のグレーメタリックから選択できる。
350S"Prime Selection"
350Sをベースに、アルカンターラシート、デュアルパワースライドドア、パワーバックドア＆バックドアイージークローザー、オート格納＆リバース連動機能付ドアミラー、雨滴感知式フロントワイパー、排気ガス検知式内外気自動切替などを特別装備する。木目調パネルは専用艶あり茶木目調となり、フロントドアトリムにも木目調加飾が追加される。
ボディカラーはホワイトパールクリスタルシャイン、ゴールドパールクリスタルシャイン、ブラック、特別塗装色のグレーメタリックから選択できる。
350/240S"Prime Selection II"
350S"Prime Selection"の特別装備に加え、コンソールボックス天板に専用艶あり茶木目調パネルが追加され、アルミホイールがスーパークロムメッキ調塗装となる。
しかし、240Sは350Sの特別装備であるオート格納＆リバース連動機能付ドアミラー、雨滴感知式フロントワイパー、排ガス検知式内外気自動切替は装備されず、フロントドアトリムの木目調加飾も追加されない。
ボディカラーはホワイトパールクリスタルシャイン、ゴールドパールクリスタルシャイン、ブラック、特別塗装色のグレーメタリックから選択できる。
350S/240S"Prime Selection II -type GOLD-"
2010年9月から2011年3月までの期間限定生産。
Prime Selection IIの装備内容に加え、メッキドアミラーカバー、専用艶あり黒木目調で、350S/240S両車フロントドア・スライドドア、クォータートリムにも木目調加飾が追加される。また、センタークラスターシャンパンゴールド加飾、アルカンターラシートはゴールドパーフォレーションとなる。240SはPrime Selection IIでは非装備だったオート格納&リバース連動機能ドアミラーや雨滴感知式フロントワイパーなどを追加装備している。
ボディカラーはホワイトパールクリスタルシャイン、ゴールドパールクリスタルシャイン、ブラック、特別塗装色のグレーメタリックから選択できる。
350S/240S"Prime Selection II -type GOLD II-"
-type GOLD-からメッキドアミラーカバーを省き、運転席8ウェイパワーシート、マイコンプリセットドライビングポジションシステムを追加装備した。それ以外の使用は"Prime Selection II -type GOLD-"とすべて同様である。

#### マイナーチェンジ後　カタロググレード
ハイブリッド車
HYBRID SR"Premium Seat Package"
専用バンパー、サイドクラディングパネル、マフラーカッターが装備されるエアログレード。ヘッドライトはブラックメタリック塗装、テールランプはスモークタイプとなる。装備はHYBRID G"Premium Seat Package"と同一。内装色はダークグレー、シート表皮はプレミアム本革（ボルドー/ブラック）。
HYBRID SR"C Package"
専用バンパー、サイドクラディングパネル、マフラーカッターが装備されるエアログレード。ヘッドライトはブラックメタリック塗装、テールランプはスモークタイプとなる。装備はHYBRID G"L Package"と同一。内装色はダークグレー、シート表皮は本革。
HYBRID SR
専用バンパー、サイドクラディングパネル、マフラーカッターが装備されるエアログレード。ヘッドライトはブラックメタリック塗装、テールランプはスモークタイプとなる。装備はHYBRID Gと同一。内装色はダークグレー、シート表皮はハイブリッド車専用バイオファブリック。
HYBRID G"Premium Seat Package"
HYBRID G"L Package"の装備を基本に、セカンドシートがプレミアムシートに変更、セカンドシートに読書灯が装備される。スマートキーは専用のブラック加飾のものになる。
内装色はシェル、シート表皮はプレミアム本革（シェル/クリーム）となる。
HYBRID G"L Package"
HYBRID Gの装備に加え、大型ヘッドレストやアームレストが装備されるエグゼクティブパワーシート、ツインムーンルーフ、オートマチックハイビーム、HDDナビゲーションシステム&パノラミックスーパーライブサウンドシステム、アクセサリーコンセント(100V/100W・2か所）、快適温熱シート（運転席・助手席）などが追加装備される。
内装色はシェル、シート表皮は本革。乗車定員は7人乗りのみで、フロントシートとセカンドシートがパワーシートとなり、セカンドシートはパワーオットマンが装備される。
HYBRID G
HYBRID Xをベースに、デュアルパワースライドドア、雨滴感知式フロントワイパー、自動防眩インナーミラー、バックドアイージークローザー、ロック時オート格納&リバース連動機能付きドアミラーなどが追加される。内装色はシェル、シート表皮はハイブリッド車専用バイオファブリック。木目調加飾箇所はインパネ、フロントドア・スライドドア・クォータートリム、コンソールボックス、ステアリング&シフトノブ。フロントシートはパワーシート。運転席にマイコンプリセットドライビングポジションシステム、オートスライドアウェイが、助手席にパワーオットマンが装備。乗車定員は7人乗りのみで、セカンドシートはオットマン付きのリラックスキャプテンシートとなる。セカンドシートにオットマンが装備される。
HYBRID X
ハイブリッド車のベースグレード。ガソリン車の240Xに装備される助手席側パワースライドドア、ウォッシャー連動時間調整式間欠フロントワイパーなどに加え、スーパーUVカットフロントサイドドアガラスや茶木目調本革ステアリングホイール＆シフトノブが装備などが追加される。センターコンソールはハイブリッド車は全車木目調加飾のついた大型のもの（ハイブリッド用）となる。メーターはハイブリッド全車共通で専用品（シルバー塗装リング）。
シートは全席マニュアルシート。内装色はシェルで、シート表皮はハイブリッド専用バイオファブリック。木目調パネルは全車マホガニー調黒木目。木目調加飾箇所はインパネ、ステアリング＆シフトノブ、コンソールボックスのみ。
ハイブリッド車は全車7人乗りのみで、セカンドシートはオットマン付きのリラックスキャプテンシートとなる。ガソリン車のヘッドライトは3.5L車のみインテリジェントAFS付となるが、ハイブリッド車はこのXのみインテリジェントAFSが非装備となっている。ホイールはハイブリッド車は全車専用の16インチアルミホイールとなる。
ガソリン車
350G"Premium Seat Package"
ガソリン車最上級グレード。350G"L Package"の装備を基本に、セカンドシートがプレミアムシートに変更、セカンドシートに読書灯が装備される。スマートキーは専用のブラック加飾のものになる。
内装色はシェル、シート表皮はプレミアム本革（シェル/クリーム）となる。
350G"L Package"
350S "C Package"の装備に加え、快適温熱シート（運転席・助手席）、ツインムーンルーフが追加される。
内装色はシェル。シート表皮は本革、木目調パネルはマホガニー調黒木目。木目調加飾箇所はインパネ、フロントドア・スライドドア・クォータートリム、コンソールボックス、ステアリング&シフトノブ。
乗車定員は7人乗りのみで、フロントシートとセカンドシートがパワーシートとなる。助手席とセカンドシートにパワーオットマンが装備される。
ホイールは16インチアルミホイール（4WD車）、17インチアルミホイール（FF車）が標準装備。
350G/240G
240Xの装備に加え、デュアルパワースライドドア、雨滴感知式フロントワイパー、自動防眩インナーミラー、スーパーUVカットフロントサイドドアガラス、バックドアイージークローザー、ロック時オート格納＆リバース連動機能付きドアミラー、茶木目調本革ステアリングホイール＆シフトノブが装備などが追加される。コンソールボックスはスライド式、メーターはオプティトロンメーター（照射照明付）となる。
内装色はシェル、シート表皮はジャガードモケット。木目調パネルはポプラ調茶木目。木目調加飾箇所はインパネ、フロントドア・スライドドア・クォータートリム、コンソールボックス、ステアリング＆シフトノブ。乗車定員は7/8人乗りで、フロントシートはパワーシート。運転席にマイコンプリセットドライビングポジションシステム、オートスライドアウェイが、助手席にパワーオットマンが装備。また7人乗りのみセカンドシートにオットマンが装備される。
ホイールは、16インチアルミホイール（4WD車）、17インチアルミホイール（FF車）が標準装備。
350S/240S"C Pacakage"
Sグレードの上級グレード。350S/240Sの装備に加え、大型ヘッドレストやアームレストが装備されるエグゼクティブパワーシート、雨滴感知式フロントワイパー、自動防眩インナーミラー、IRカット機能付きフロントサイドガラス、デュアルパワースライドドア、パワーバックドア＆バックドアイージークローザー、ロック時オート格納＆リバース連動機能付きドアミラーなどが追加される。コンソールボックスはスライド式となる。また、メーターはスポーツグレードだがGグレードと上級タイプ（チタン調リング）となる
内装色はダークグレー、シート表皮はジャガード織物で、メーカーオプションで本革を選択でき、本革シート付車には快適温熱シート（運転席・助手席）が装備される。木目調パネルはマホガニー調黒木目。木目調加飾箇所はインパネ、フロントドア・スライドドア・クォータートリム、コンソールボックス、ステアリング＆シフトノブ。乗車定員は7人乗りのみで、フロントシートとセカンドシートがパワーシートとなる。運転席にマイコンプリセットドライビングポジションシステムとオートスライドアウェイが、助手席とセカンドシートにパワーオットマンが装備される。
ホイールは18インチアルミホイールが標準装備。また350Sのみオートマチックハイビームが装備される。
350S/240S
専用バンパー、サイドクラディングパネル、マフラーカッターが装備されるエアログレード。ヘッドライトはブラックメタリック塗装、テールランプはスモークタイプとなる。基本的に装備は350X/240Xに準ずるが、スーパーUVカットフロントサイドドアガラス、オプティトロンメーターはスポーツタイプ（ブラックメタリック塗装リング・赤照明）、ディンプル本革ステアリングホイール＆シフトノブが装備される。
内装色はダークグレーでシート表皮はトリコット。木目調パネルはポプラ調茶木目。木目調加飾箇所はインパネのみ。乗車定員は7人/8人乗りで、7人乗りにはオットマンが装備される。
ホイールは18インチアルミホイールが標準装備。
240X
助手席側パワースライドドアやウレタンステアリングホイール＆シフトノブ、回転式コンソールボックス、オプティトロンメーター（シルバー塗装リング）、ウォッシャー連動時間調整式間欠フロントワイパーなどを装備するベーシックグレード。シートは全席マニュアルシート。
内装色はシェルでシート表皮はトリコット。木目調パネルはポプラ調茶木目。木目調加飾箇所はインパネにのみ。乗車定員は8人乗りのみ（サイドリフトアップシート車を除く）。ガソリンモデルは全車オーディオレス。
ホイールは16インチアルミホイールが標準装備。
350S/240S"G's"
350S/240Sをベースにしたスポーツドレスアップモデル。
専用チューニングサスペンション（全高30mmダウン）、大径ベンチレーテッドディスク（フロント）、スポーツパッド、レッドキャリパー、専用剛性アップパーツ、専用前後バンパーやブラックメタリック塗装インパネ、ドアスイッチベース、専用アルミペダルなどが装備される。
オプティトロンメーターは専用（アルミ調・G'sロゴ付き）、ディンプル本革ステアリングホイール（ステアリングベゼルシルバー加飾）＆シフトノブ（レッドステッチ付き）が装備される。  内装色はダークグレーでシート表皮はアルカンターラ＋レッドステッチ（背面G'sエンブレム付き）で、フロントシートは専用のスポーティーシートとなる。
ホイールは専用19インチアルミホイールが標準装備。

#### マイナーチェンジ後　特別仕様車
350S/240S"type GOLD"
350S/240Sをベースに、スーパークロムメッキ調塗装ホイールやスモーク/カラードグリル、スモークメッキガーニッシュやメイン材にアルカンターラ（ゴールドパーフォレーション）、サイド材にドレープ調本革&ブラック人工皮革（ライトブラウンステッチ）を使用したブラック/ブラウンの専用シート、デュアルパワースライドドア、パワーバックドア＆バックドアイージークローザー、オート格納＆リバース連動機能付ドアミラー、雨滴感知式フロントワイパーなどを特別装備。木目調パネルは専用艶あり黒木目調で、フロントドア・スライドドア、クォータートリムにも木目調加飾が追加される。また、センタークラスターシャンパンゴールド加飾になる。
ボディカラーはホワイトパールクリスタルシャイン、ゴールドパールクリスタルシャイン、ブラックの3色。
350S/240S"type GOLD II"
350S/240S"type GOLD II"の特別装備に加え専用メーター（ゴールドリング）や専用ゴールドエンブレム（フロント）、「type GOLD II」エンブレム（リア）、アクセサリーコンセント（AC100V/100W）などを追加装備。ただし、350/240S"type GOLD"で特別装備だったスカッフプレートの車名エンブレムゴールド加飾は省かれている。
ボディカラーはホワイトパールクリスタルシャイン、ゴールドパールクリスタルシャイン、ブラックの3色。
- 医療機関の救急車
- G's

### コンセプトカー
第40回東京モーターショー（2007年）にて「新世代の高級ミニバン」を表したコンセプトカー「FT-MV」が展示され、2代目アルファードを示唆した。

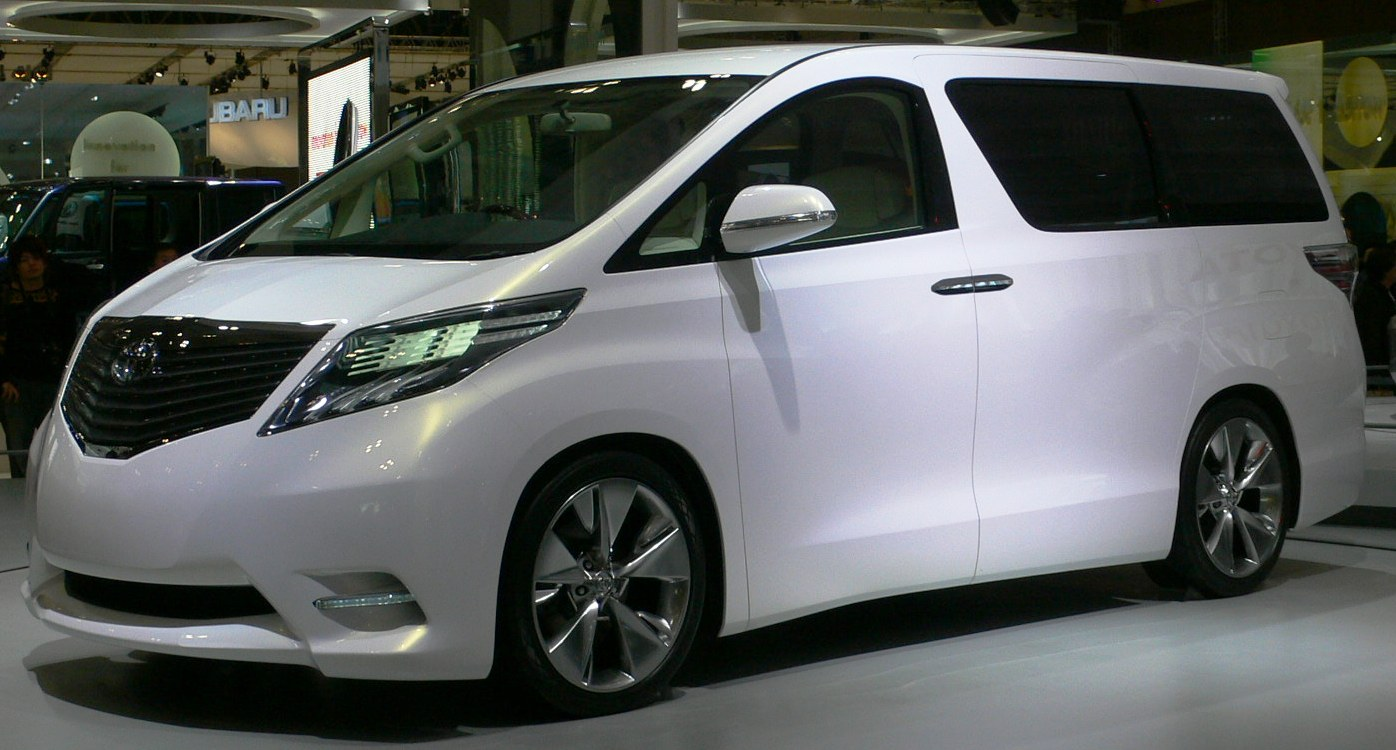
FT-MV
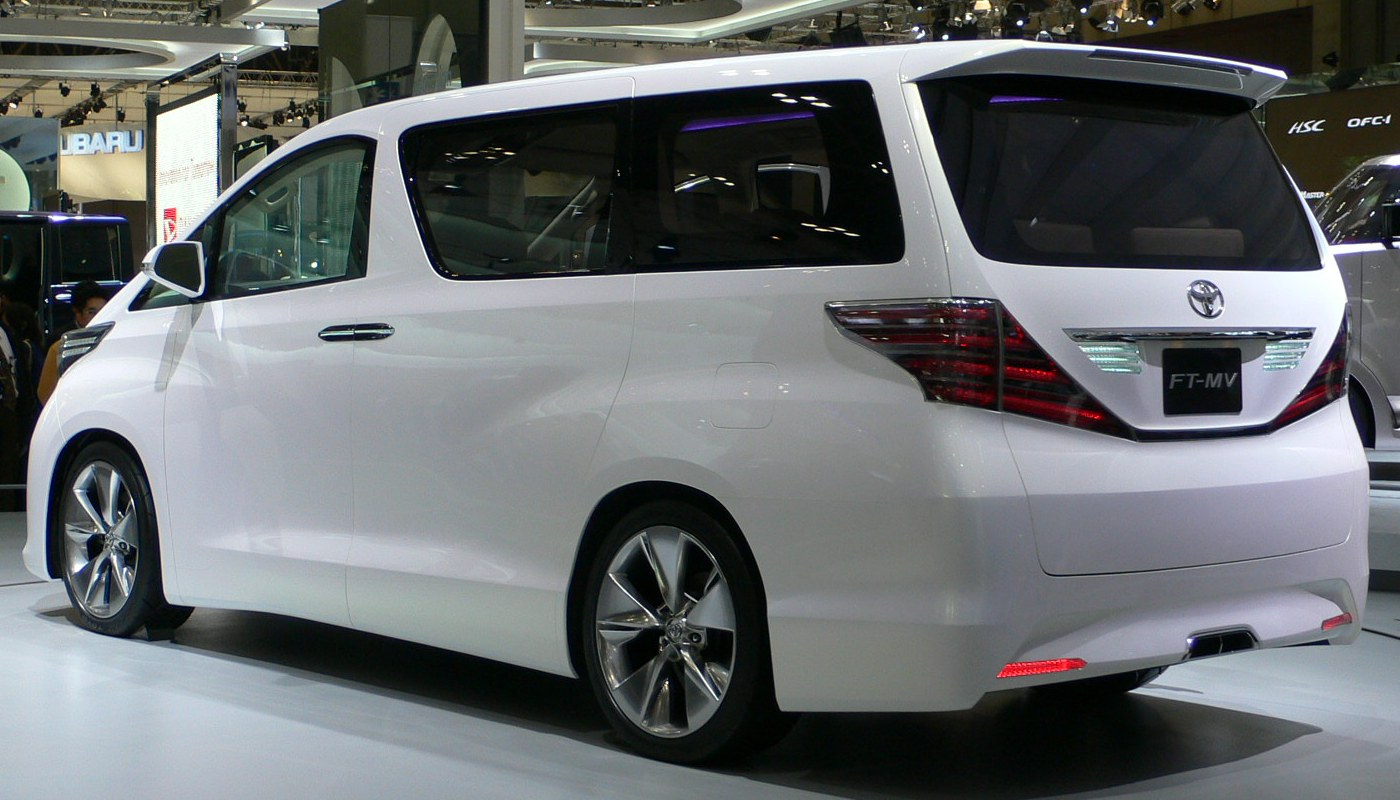
FT-MV（後面）

## 3代目 AGH3#W/GGH3#W/AYH30W型（2015年 - 2023年）

### 年表
2015年1月26日
姉妹車のヴェルファイアと共にフルモデルチェンジ（アルファードとしては約6年半ぶりのフルモデルチェンジ）。開発テーマは「大空間高級サルーン」で、「ミニバン」としてではなく一つの「高級車」として磨き上げ、開発された。
外観はフロントデザインにロアグリルが一体となったメッキ加飾の大型フロントグリルを採用し、リアデザインはリアコンビネーションランプとライセンスガーニッシュを組み合わせて立体的なU字型の構成とするデザインとなった。エアログレード（「S」系）はサイドスポイラーを備えた低重心スタイルとフロントグリルに大型サイドポンツーンを左右で挟み込むように配置した立体構成とした。内装は茶木目調は杢柄の間に金属的な輝きを持たせ深みを表現。黒木目調はホログラム層を世界で初めて下地に採用し、杢柄をダークカラーで表現するなどしてグレードによりデザインを明確化。ボディカラーには新規色の「ラグジュアリーホワイトパールクリスタルシャインガラスフレーク」を含む7色を設定した。CMキャラクターは本木雅弘と北川景子で、本木にとってトヨタ車のCM出演はコロナEXiV、プログレに次いで3度目にあたる。
走行性能においてはリアの足周りにダブルウィッシュボーン式サスペンションを採用し、高張力鋼板の採用範囲拡大や構造用接着剤の導入などによるボディ剛性強化と相まって乗り心地と操舵安定性を向上。また、鋼板と鋼板の間に制振材などを挟み込んだ積層構造の複合鋼板であるサンドイッチ合板を使用するなど制振材や吸遮音材を効果的に配置し、風切音に有効な形状とすることで、乗り込んだ時から高速走行に至るまで静粛性を実現した。ハイブリッド車はエンジンをアトキンソンサイクル仕様の2AR-FXE型に置換し、6速シーケンシャルシフトマチックやE-Four（電気式四輪駆動）を搭載したことで燃費を向上。2.4Lガソリン車はエンジンを2.5Lの2AR-FE型に置換し、Super CVT-iに7速スポーツシーケンシャルシフトマチックを搭載したほか、アイドリングストップ機能を設定。3.5L車は、2GR-FE型に6速ATの組み合わせを先代から踏襲した。
フロアの低床化により、全高を低くしながら室内高は2代目と同等レベルの1400mmを確保するとともに、ロングアシストグリップを装備してステップ高を低くしたことで乗降性を向上。サードシートのスライド機構下に世界初となる大容量ラゲージ収納（148L）を確保し、デッキボードは3分割式に変更。一部グレードにはセカンドシートと同じレール上に設置することで最大1160mmのシートスライド量を実現した助手席スーパーロングスライドシートを設定した。また、LEDルーフカラーイルミネーションを全車標準装備し、スマートキーで事前予約設定を行い、車両に近づけることでスライドドアが自動解錠して開くウェルカムパワースライドドアとスマートドアが閉じ始める時に受け付け、完全に閉じたタイミングで自動施錠する予約ロック機能を備えた世界初のスマートエントリー&プッシュスタートシステム（ウェルカムパワースライドドア予約ロック機能付）を一部グレードに設定した。
装備面も強化し、インテリジェントクリアランスソナー（8センサー）、プリクラッシュセーフティシステム（ミリ波レーダー方式）、世界初の機能を備えたパノラミックビューモニター（左右確認サポート+シースルービュー機能付）やインテリジェントパーキングアシスト2を一部グレードに設定した。その他、電動パーキングブレーキや停車時のオートブレーキホールドが全車標準装備となった。
また、ウェルキャブのサイドリフトアップシート装着車が型式指定登録車となったことで納車までの期間が短縮されることとなった。
2015年2月10日
香港仕様をフルモデルチェンジ。フロントマーク（αマーク）も含め、ほぼ日本仕様と同じ仕様。グレードはV6・3.5Lの「Executive Lounge」と「350」のみで、2.5Lやハイブリッドは設定されない。なお、香港仕様のカタログはヴェルファイアとまとめて1冊で構成される。
2015年3月24日
タイ仕様をフルモデルチェンジ。従来型同様、ほぼ日本仕様と同じ仕様。グレードはV6・3.5Lの「3.5 Executive Lounge」とハイブリッド「2.5 HV」の2種のほか、2.5Lガソリン仕様のヴェルファイアをフロントマーク以外のエクステリアはそのままに「2.5 Vellfire」のグレード名でアルファードのバリエーションのひとつに加えた計3種としている。価格は、日本からの完成車輸入ゆえに約368万-533万バーツ（日本円で約1,200-1,730万円）の高額車両となる。
2015年3月24日
台湾仕様をフルモデルチェンジ。従来型同様、ステアリング位置とフロントマークの変更（αマーク→CIマーク）以外は、ほぼ日本仕様と同じ仕様。ただし、グレードはV6・3.5Lの「Executive Lounge」のみで、ハイブリッドは設定されない。また、内装色はブラックのみで、フラクセンは非設定である。価格は、日本からの完成車輸入ゆえに25,800ニュー台湾ドル（日本円で約1100万円）の高額車両となる。
2015年6月6日
中国仕様をフルモデルチェンジ（中国語表記: 埃尔法）。従来型同様、ステアリング位置とフロントマークの変更（αマーク→CIマーク）以外は、ほぼ日本仕様と同じ仕様。グレードはV6・3.5Lのみで「3.5L豪华版」と「3.5L尊贵版」の2種を用意する。なお、ハイブリッドは設定されない。価格は、日本からの完成車輸入ゆえに759,000-814,000中国元（日本円で約1500-1610万円）の超高額車両となる。
2016年7月4日
特別仕様車「TYPE BLACK」を発売。
ガソリン2.5L車「S」をベースに、「Aパッケージ」の装備内容を追加した「S"Aパッケージ・TYPE BLACK"」とガソリン3.5L車「SA」をベースにした「SA"TYPE BLACK"」の2種類が用意されており、フロントエンブレムを専用ゴールドに変更したのをはじめ、ダークメッキガーニッシュ付フロントフォグランプ、フードモール・フロントグリル・ミッドグリル及びバックドアガーニッシュにスモークメッキを、フロントとリアのインサイドドアハンドルにメッキを施したほか、高輝度塗装の専用アルミホイール、黒木目調本革巻き4本スポークステアリングホイール、ブラックのルーフヘッドライニング、パワーバックドア（挟み込み防止機構付）、アクセサリーコンセント（AC100V・100W/1個）などを特別装備。シート表皮はメイン材に東レの「ウルトラスエード」を採用し、ブラックをベースにブラウンのドットがのぞくパーフォレーション（一定間隔に開けられている打ち抜き穴）を施し、クロコ調柄合成皮革（クロコダイル風柄を型押しした合成皮革）を組み合わせ、ブラウンのステッチをあしらった。
2016年8月4日
マレーシアのUMWトヨタはすでに並行輸入車市場で大人気を博していたアルファードとヴェルファイアの正規販売を開始した。アルファードは「3.5 Executive Lounge」と「3.5」、ヴェルファイアは「2.5」のみで上級グレードはアルファードのみの設定となる。従来、マレーシア並行輸入車市場ではヴェルファイアの方が人気があり販売価格設定が高くなっていたため、正規販売で同一条件にするとヴェルファイアばかり売れる可能性があったが上級グレードがアルファードのみの設定となったことで差別化を図る意図があったと推察される。
マレー半島部での販売価格は、日本からの完成車輸入であるため「3.5 Executive Lounge」が519,900リンギット（日本円で約1300万円）、「3.5」が419,900リンギット（日本円で約1050万円）の高額車輌となる。
2017年12月25日
姉妹車のヴェルファイアと共にマイナーチェンジが発表された（2018年1月8日販売開始）。
既採用のプリクラッシュセーフティは検知センサーに単眼カメラが追加されて歩行者や自転車運転者にも検知するように改良されたほか、レーダークルーズコントロール（全車速追従機能付）には付随機能であるレーントレーシングアシストを追加。さらに、アダプティブハイビームシステム（AFS、「Executive Lounge」系グレードに標準装備・「X」と「S」を除くグレードはメーカーオプション設定）、ロードサインアシスト、先行車発進告知機能を追加してパッケージ化、第2世代版の「Toyota Safety Sense」として全グレードに標準装備された。
外観においては、フロントフェイス（ヘッドランプ、グリル、バンパー）及びリアのバックドアガーニッシュとコンビネーションランプが意匠変更され、内装はメーター加飾、シート表皮、木目の色が変更された。
グレード体系は、既存の「Executive Lounge」のエアロ仕様「Executive Lounge S」が追加されるとともに、従来はガソリン車のみの設定だった「S」がハイブリッド車にも追加設定されるとともに、「SA」は「SA"Cパッケージ"」へ統合され「SC」に改名された。また、「Executive Lounge（新設定の「Executive Lounge S」を含む）」のガソリン車及び「GF」「SC」は搭載エンジンを2GR-FKS型に、ATは8速の「Direct Shift-8AT」にそれぞれ置換された。これらによりJC08モードでの燃費消費率が向上されたため、「平成27年度燃費基準+10%」（2WD車の一部は「平成27年度燃費基準+20%」）を達成した。
なお、ボディカラーが一部入れ替えとなり、「グレイッシュブルーマイカメタリック」、「シルバーメタリック（「X」・「G」・「GF」・「Executive Lounge」専用色）」、「グレーメタリック（「S」・「SA」専用色）」が廃止され、「グラファイトメタリック」、「スティールブロンドメタリック（「X」・「G」・「GF」・「Executive Lounge」専用色）」、「ダークレッドマイカメタリック（「S」・「SC」・「Executive Lounge S」専用色）」が追加設定された。
価格は標準価格で335万4480円（税込）からとなっている。
2018年10月25日
姉妹車のヴェルファイアと共に一部改良された。
従来はグレード別設定（標準装備又はメーカーオプション設定）だったインテリジェントクリアランスソナー（パーキングサポートブレーキ<静止物>）が全グレード標準装備となり、ブラインドスポットモニター（BSM）は従来のナビゲーションとのセットオプション設定からデジタルインナーミラーとの組み合わせに変更された。
2019年12月18日
姉妹車のヴェルファイアと共に一部改良が発表された（2020年1月6日発売）。
「Executive Lounge」・「Executive Lounge S」を除くグレードに9インチのディスプレイオーディオ、全車に車載通信機DCMが標準装備された。これにより、SmartDeviceLink対応のスマートフォン向けアプリの表示・操作やLINEカーナビに対応するほか、TVとセットのオプションサービスを追加し、T-Connectの契約を行うすることでApple CarPlayやAndroid Autoの利用も可能となる。また、販売店装着オプションのエントリーナビキットまたはT-Connectナビキットを選択することで車載用ナビゲーションの機能を利用することも可能である。
このほか、T-Connect SDナビゲーションとリアシートエンターテイメントシステム（「Executive Lounge」・「Executive Lounge S」に標準装備、他のグレードはメーカーオプション設定）のディスプレイサイズを前者は10.5インチ、後者は13.3インチにそれぞれ大型化され、バックガイドモニターを全車に標準装備（「Executive Lounge」・「Executive Lounge S」はパノラミックビューモニター(シースルービュー機能付)として装備、他のグレードもメーカーオプションで装備可能）。3眼LEDヘッドランプやウェルカムパワースライドドア&予約ロック機能（後者は「サイドリフトアップチルトシート装着車」を除く）を「X」・「S」・「HYBRID X」・「HYBRID S」以外のグレードに拡大して標準装備されたほか、スライドドア連動式の電動サイドステップのオプション設定が追加された。
なお、今回の一部改良でWLTCモード走行による排出ガス並びに燃料消費率（ハイブリッド車はJC08モード走行時による燃料消費率も併記）に対応し、ハイブリッド車は「平成30年排出ガス基準75%低減レベル（☆☆☆☆☆）」認定が新たに取得された。また、ガソリン車の「S」に設定されていた「Aパッケージ」が廃止された。
2020年4月20日
特別仕様車「S"TYPE GOLD"」が発表された（5月1日発売）。
2代目に続いての設定となり、「S（2.5Lガソリン車）、SR（ハイブリッド車）」をベースに、外観はフロントエンブレムをゴールドに、フロントグリルをスモークメッキと黒メタリック塗装にそれぞれ変え、スモークメッキ加飾のモール（ボンネットフード・フロントバンパー）やバックドアガーニッシュなどを装備。ガソリン車には高輝度塗装18インチアルミホイールも装備される。内装はシート表皮にパーフォレーション加工が施された「ウルトラスエード」と合成皮革を組み合わせた専用仕様、本革巻き4本スポークステアリングホイールにメタルウッド、ルーフ及びピラーにブラック、インサイドドアハンドルにメッキ加飾がそれぞれ採用された。機能面では、3眼LEDヘッドランプ、LEDシーケンシャルターンランプ（フロント・リア）、LEDコーナリングランプ、パワーバックドア（挟み込み防止機能付）、アクセサリーコンセント（AC100V/100W、2.5Lガソリン車は1個、ハイブリッド車は2個）、アダプティブハイビームシステムが装備され、スマートエントリー+プッシュスタートシステムや専用ゴールド加飾が施されたスマートキーにはウェルカムパワースライドドア機能（スマートキーは予約ロック機能も備わる）が追加された。
ボディカラーは「ラグジュアリーホワイトパールクリスタルシャインガラスフレーク」を含む4色が設定される。
2020年5月1日
東京都を除く全ての地域での全車種併売化に伴い、トヨタ店、トヨタ西東京カローラを除くカローラ店、ネッツトヨタ多摩・ネッツトヨタ東都を除くネッツ店での販売を開始。姉妹車のヴェルファイアも一緒に併売される。
2021年4月28日
姉妹車のヴェルファイアと共に一部改良（5月10日発売）。
ワンタッチスイッチ付デュアル（両側）パワースライドドアとアクセサリーコンセントが全車標準装備となり、「Executive Lounge」と「Executive Lounge S」は後席からの視界を拡げるため、助手席のヘッドレストが可倒式となった。また、グレード体系が見直され、「G」と「HYBRID SR」が廃止され、「HYBRID G」を「HYBRID G"Fパッケージ"」へ、「HYBRID SR」を「HYBRID SR"Cパッケージ"」へそれぞれ統合された。
併せて、特別仕様車「S"TYPE GOLD II"」も設定。「S"TYPE GOLD"」との差異として、内装面ではインストルメントパネル・ゲート式シフトレバー・フロントドアトリム・コンソールボックス（ハイブリッド車は大型スタンダード、ガソリン車はハイグレード）にサンバーストゴールドの木目調パネルやゴールドスパッタリング加飾（ゲート式シフトレバーを除く）が施され、ハイブリッド車のアクセサリーコンセントが3個に増やされた。
また、今回の一部改良によりハイブリッド車は2030年度燃費基準優良車となり、「HYBRID Executive Lounge」・「HYBRID Executive Lounge S」は「2030年度燃費基準90%達成」、「HYBRID G"Fパッケージ"」・「HYBRID SR"Cパッケージ"」及びサイドリフトアップチルトシート装着車は「同85%達成」、「HYBRID X」は「同80%達成」となった。
この一部改良により、当該車種、及び姉妹車であるヴェルファイアを最後に、トヨタのハイブリッド車のフェンダー部分にあった「HYBRID」のロゴが全て廃止となった。
2022年4月27日
特別仕様車「S"TYPE GOLD III"」が発表された（5月13日発売）。
「S"TYPE GOLD II"」との差異として、オプティトロンメーターのメーターリングにゴールド加飾が施され、シート表皮はTBカワシマの「ブランノーブII」と合成皮革のコンビネーション仕様に変更。さらに、ガソリン車の「S"TYPE GOLD III"」はベース車ではメーカーオプション設定となるブラインドスポットモニター[BSM]とパーキングサポートブレーキ（後方接近車両）も特別装備され、「Toyota Safety Sense」に含まれているオートマチックハイビーム（AHB）はアダプティブハイビームシステム（AHS）へグレードアップされた。
2025年7月17日
トヨタが、アルファードのリコールを国土交通省へ提出。リコール対象車は2022年6月～2025年6月に製造されたもので、不具合の内容は運転席の前にある速度計や警告灯などの表示パネルのプログラムが不適切であり、長期間乗っているとエンジンをかけた際に画面が映らなくなるおそれがある。現時点で33件の不具合が報告されている。トヨタは準備が出来次第、全国の販売店で無料でプログラムの書き換えなどを行うとしている。

### グレード

#### マイナーチェンジ前 カタロググレード

##### ハイブリッド車
HYBRID Executive Lounge
HYBRID G"F Package"をベースに、レーダークルーズコントロール＋プリクラッシュセーフティシステム、パノラミックビューモニター、T-Connect SDナビゲーションシステム+JBLプレミアムサウンドシステム、12.1インチリアシートエンターテインメントシステム、読書灯などが装備される。
フロントシートはパワーシート、セカンドシートはエグゼクティブラウンジシート。内装色はブラックおよびフラクセンの2色、シート表皮はセミアリニン本革、木目調パネルはブラウンオリーブ・アッシュパール木目調。
アルミホイールは17インチ（切削光輝）。
HYBRID SR “C Package”
HYBRID G”F Package”をベースに、エアロタイプのフロントバンパー・サイドマッドガード・リヤバンパー、ブラックエクステンションヘッドランプ（デイライト機能付）・テールランプに変更される。装備はHYBRID G”Fパッケージ“に準拠する。
フロントシートはパワーシート、セカンドシートはエグゼクティブパワーシート。内装色はブラック、シート表皮は本革、木目調パネルは黒木目調。
アルミホイールは17インチ（切削光輝）。
HYBRID G “F Package”
HYBRID Gをベースに、オートマチックハイビーム、ウェルカムパワースライドドア、パワーバックドアが追加される。
フロントシートはパワーシート。セカンドシートはエグゼクティブパワーシート。内装色はフラクセン、シート表皮は本革、木目調パネルは茶木目調。
アルミホイールは17インチ（切削光輝）。
HYBRID SR
エアロモデル。HYBRID Gをベースに、エアロタイプのフロントバンパー・サイドマッドガード・リヤバンパー、ブラックエクステンションヘッドランプ（デイライト機能付）・テールランプに変更される。
装備はHYBRID Gに準拠する。フロントシートはパワーシート。セカンドシートはリラックスキャプテンシート。内装色はブラック、シート表皮はファブリック＋合成皮革、木目調パネルは黒木目調。
アルミホイールは17インチ（切削光輝）。
HYBRID G
HYBRID Xをベースに、ヘッドランプ（デイライト機能付）、パーソナルランプ(LED)、大型ハイグレードコンソールボックス、デュアルパワースライドドア、バックドアイージークローザー、雨滴感知式フロントワイパー、自動防眩インナーミラー、リバース連動機能付きドアミラー、後席サンシェードなどが追加される。
フロントシートはパワーシート。セカンドシートはリラックスキャプテンシート。内装色はフラクセン、シート表皮はファブリック＋合成皮革、木目調パネルは茶木目調となり、スライドドア、クォーター、ステアリングに追加される。アルミホイールは17インチ（切削光輝）。
HYBRID X
ベーシックグレード。
ヘッドランプ（デイライト機能なし）、パーソナルランプ（バルブ）、クルーズコントロール、大型スタンダードコンソールボックス、助手席側ワンタッチスイッチ付きパワースライドドアなどを装備。
フロントシートはマニュアル。セカンドシートはリラックスキャプテンシート（7人乗り）/6：4分割チップアップシート（8人乗り）。内装色はフラクセン、シート表皮はファブリック、木目調パネルは茶木目調で、インパネ、コンソール、フロントドア、シフトノブが加飾される。
アルミホイールは16インチ。

##### ガソリン車
Executive Lounge[3.5L]
GFをベースに、レーダークルーズコントロール＋プリクラッシュセーフティシステム、パノラミックビューモニター、T-Connect SDナビゲーションシステム+JBLプレミアムサウンドシステム、12.1インチリアシートエンターテインメントシステム、読書灯などが装備される。
フロントシートはパワーシート。セカンドシートはエグゼクティブラウンジシート。内装色はブラックおよびフラクセンの2色、シート表皮はセミアリニン本革、木目調パネルはブラウンオリーブ・アッシュパール木目調。
アルミホイールは17インチ（切削光輝）。
GF[3.5L]
Gをベースに、オートマチックハイビーム、ウェルカムパワースライドドア、パワーバックドアが追加される。コンソールは大型ハイグレードコンソールとなる。
フロントシートはパワーシート。セカンドシートはエグゼクティブパワーシート。内装色はフラクセン、シート表皮は本革、木目調パネルは茶木目調。
アルミホイールは17インチ（切削光輝）。
S“C Package”[2.5L]/SA”C Package"[3.5L]
エアロモデル。
S”A Package”/SAをベースに、オートマチックハイビーム（SA”Cパッケージのみ”）、ウェルカムパワースライドドア、パワーバックドアが追加される。
コンソールは大型ハイグレードコンソールとなる。フロントシートはパワーシート。セカンドシートはエグゼクティブパワーシート。内装色はブラック、シート表皮はファブリック＋合成皮革、木目調パネルは黒木目調となり、コンソール、スライドドア、クォーター、ステアリングに追加される。
アルミホイールは18インチ（切削光輝）。
G[2.5L]
Xをベースに、ヘッドランプ（デイライト機能付）、パーソナルランプ（LED）、後席用サンシェード、クルーズコントロール、デュアルパワースライドドア＋バックドアイージークローザー、LEDフロントフォグランプ、雨滴感知式フロントワイパー、自動防眩インナーミラー、リバース連動機能付きドアミラー、後席サンシェードなどが追加される。コンソールはハイグレードタイプとなる。
フロントシートはパワーシート。セカンドシートはリラックスキャプテンシート。内装色はフラクセン、シート表皮はファブリック＋合成皮革、木目調パネルは茶木目調となり、コンソール、スライドドア、クォーター、ステアリングに追加される。
アルミホイールは17インチ（切削光輝）。
S”A Package”[2.5L]/SA[3.5L]
エアロモデル。
Sをベースに、助手席オットマン（マニュアル）、クルーズコントロール、デュアルパワースライドドア＋バックドアイージークローザーなどが追加される。コンソールはハイグレードタイプとなる。
フロントシートはパワーシート。セカンドシートはリラックスキャプテンシート（7人乗り）で、エクストラロングラゲージモード機能が装備される。内装色はブラック、シート表皮はファブリック、木目調パネルは黒木目調、コンソール部に加飾が追加される。
アルミホイールは18インチ。
S[2.5L]
エアロモデル。Xをベースに、エアロタイプのフロントバンパー・サイドマッドガード・リヤバンパー、ブラックエクステンションヘッドランプ（デイライト機能なし）・テールランプに変更される。
装備はXに準拠する。フロントシートはパワーシート。セカンドシートはリラックスキャプテンシート（7人乗り）/ 6:4分割チップアップシート（8人乗り）。内装色はブラック、シート表皮はファブリック、木目調パネルは黒木目調。
アルミホイールは18インチ。
X[2.5L]
ベーシックグレード。全車の中で最廉価グレードである。
ヘッドランプ（デイライト機能なし）、スタンダードコンソールボックス、助手席側ワンタッチスイッチ付きパワースライドドアなどを装備。フロントシートはマニュアル。セカンドシートは6:4分割チップアップシート。内装色はフラクセン、シート表皮はファブリック、木目調パネルは茶木目調でインパネ、フロントドア、シフトノブが加飾される。アルミホイールは16インチ。

#### マイナーチェンジ前 特別仕様車
S"A Package TYPE BLACK"[2.5L]/SA"TYPE BLACK"[3.5L]
S"Aパッケージ"[2.5L]/SA[3.5L]をベースに、フロントエンブレム（専用ゴールド）ダークメッキガーニッシュ付フロントフォグランプ、フードモール・フロントグリル・ミッドグリル及びバックドアガーニッシュ(スモークメッキ)パワーバックドア（挟み込み防止機構付）、アクセサリーコンセント（AC100V・100W/1個）、専用スマートキーなどを特別装備。
内装色はブラック。特別装備でルーフライニングも通常のライトグレーからブラックとなる。シート表皮はウルトラスエード/クロコ調柄合成皮革/ブラウンステッチ。木目調パネルは黒木目調でインパネ、フロントドア、シフトノブのほか、特別装備でステアリングも加飾される。
アルミホイールは18インチ（専用高輝度塗装）。

#### マイナーチェンジ後 カタロググレード
- 2019年4月の一部改良後の主な変更・追加装備を以下に示す。
Executive Lounge、Executive Lounge S
リアシートエンターテインメントシステム12.1インチ→13.3インチへ変更
Executive Lounge、Executive Lounge Sを除く全グレード
9インチディスプレイオーディオ、車載通信機DCM、バックガイドモニターを追加
HYBRID X / Xを除く全グレード
3眼LEDヘッドランプ、アダプティブハイビームシステム、シーケンシャルターンランプ

- 2021年4月の一部改良後の主な追加装備を以下に示す。
Executive Lounge、Executive Lounge S
可倒式助手席ヘッドレストを追加
X[2.5L]
デュアルパワースライドドアを追加

##### ハイブリッド車
HYBRID Executive Lounge S
HYBRID Executive Loungeをベースに、エアロタイプのフロントバンパー・サイドマッドガード（メッキモール付）・リヤバンパー、ブラックエクステンション3眼LEDヘッドランプに変更される。
装備はHYBRID Executive Loungeに準拠する。フロントシートはパワーシート。セカンドシートはエグゼクティブラウンジシート。内装色はブラックおよびブラック/ホワイトの2色（一部改良後はブラックのみ）、シート表皮はプレミアムナッパ本革、木目調パネルはシルバー木目調。
アルミホイールは17インチ（スパッタリング塗装）。
HYBRID Executive Lounge
HYBRID G"F Package"をベースに、3眼LEDヘッドランプ、アダプティブハイビームシステム、シーケンシャルターンランプ、デジタルインナーミラー、ブラインドスポットモニター、リヤクロストラフィックアラート、インテリジェントクリアランスソナー、高遮音性ガラス、T-Connect SDナビゲーションシステム＋JBLプレミアムサウンドシステム、12.1インチリアシートエンターテインメントシステムなどが装備される。
フロントシートはパワーシート。セカンドシートはエグゼクティブラウンジシート。内装色はブラックおよびフラクセンの2色、シート表皮はプレミアムナッパ本革、木目調パネルはブラウンオリーブ・アッシュパール木目調。
アルミホイールは17インチ（スパッタリング塗装）。
HYBRID SR “C Package”
HYBRID G”F Package”をベースに、エアロタイプのフロントバンパー・サイドマッドガード・リヤバンパー、ブラックエクステンション2眼LEDヘッドランプ・テールランプに変更される。
装備はHYBRID G”Fパッケージ“に準拠する。フロントシートはパワーシート、セカンドシートはエグゼクティブパワーシート。内装色はブラック、シート表皮は本革、木目調パネルはメタルウッド。
アルミホイールは17インチ（ハイパークロームメタリック塗装）。
HYBRID G “F Package”
HYBRID Gをベースに、ステアリングヒーター、読書灯、ウェルカムパワースライドドア、パワーバックドアなどが追加される。
フロントシートはパワーシート。セカンドシートはエグゼクティブパワーシート。内装色はフラクセン、シート表皮は本革、木目調パネルはメタルブラウンウッド。
アルミホイールは17インチ（ハイパークロームメタリック塗装）。
HYBRID SR
エアロモデル。
HYBRID Gをベースに、エアロタイプのフロントバンパー・サイドマッドガード・リヤバンパー、ブラックエクステンション2眼LEDヘッドランプ・テールランプに変更される。装備はHYBRID Gに準拠する。フロントシートはパワーシート。セカンドシートはリラックスキャプテンシート。内装色はブラック、シート表皮は合成皮革、木目調パネルはメタルウッド。
アルミホイールは17インチ（ハイパークロームメタリック塗装）。
2021年4月の一部改良で廃止された。
HYBRID G
HYBRID Xをベースに、パーソナルランプ（LED）、大型ハイグレードコンソールボックス、雨滴感知式フロントワイパー、自動防眩インナーミラー、リバース連動機能付きドアミラー、後席サンシェードなどが追加される。
フロントシートはパワーシート。セカンドシートはリラックスキャプテンシート。内装色はフラクセン、シート表皮は合成皮革。木目調パネルはメタルブラウンウッドで、スライドドア、クォーター、ステアリングに追加される。
アルミホイールは17インチ（ハイパークロームメタリック塗装）。
2021年4月の一部改良で廃止された。
HYBRID X
ハイブリッド車のベーシックグレード。
2眼LEDヘッドランプ、オートマチックハイビーム、プリクラッシュセーフティ、レーントレーシングアシスト、レーダークルーズコントロール、ロードサインアシスト、パーソナルランプ（バルブ）、大型スタンダードコンソールボックス、デュアルパワースライドドア、バックドアイージークローザーなどを装備。
フロントシートはマニュアル。セカンドシートはリラックスキャプテンシート（7人乗り）/6:4分割チップアップシート（8人乗り）。内装色はフラクセン、シート表皮はファブリック、木目調パネルはブラウンメタルブラウンウッドで、インパネ、コンソール、フロントドア、シフトノブが加飾される。
アルミホイールは16インチ。

##### ガソリン車
Executive Lounge S[3.5L]
Executive Loungeをベースに、エアロタイプのフロントバンパー・サイドマッドガード（メッキモール付）・リヤバンパー、ブラックエクステンション3眼LEDヘッドランプに変更される。装備はExecutive Loungeに準拠する。
フロントシートはパワーシート。セカンドシートはエグゼクティブラウンジシート。内装色はブラックおよびブラック/ホワイトの2色、シート表皮はプレミアムナッパ本革、木目調パネルはシルバー木目調。
アルミホイールは17インチ（スパッタリング塗装）。
Executive Lounge[3.5L]
GFをベースに、3眼LEDヘッドランプ、アダプティブハイビームシステム、シーケンシャルターンランプ、デジタルインナーミラー、ブラインドスポットモニター、リヤクロストラフィックアラート、インテリジェントクリアランスソナー、高遮音性ガラス、T-Connect SDナビゲーションシステム＋JBLプレミアムサウンドシステム、12.1インチリアシートエンターテインメントシステムなどが装備される。
フロントシートはパワーシート。セカンドシートはエグゼクティブラウンジシート。内装色はブラックおよびフラクセンの2色、シート表皮はプレミアムナッパ本革、木目調パネルはブラウンオリーブ・アッシュパール木目調。
アルミホイールは17インチ（スパッタリング塗装）。
GF[3.5L]
Gをベースに、ステアリングヒータ―、読書灯、ウェルカムパワースライドドア、パワーバックドアが追加される。コンソールは大型ハイグレードコンソールとなる。
フロントシートはパワーシート。セカンドシートはエグゼクティブパワーシート。内装色はフラクセン、シート表皮は本革、木目調パネルはメタルブラウンウッド。
アルミホイールは17インチ（ハイパークロームメタリック塗装）。
S“C Package”[2.5L]/SC[3.5L]
エアロモデル。
S”Aパッケージ”/SAをベースに、ステアリングヒータ―、パーソナルランプ（LED）、後席用サンシェード、雨滴感知式フロントワイパー、自動防眩インナーミラー、リバース連動機能付きドアミラー、後席サンシェード、ウェルカムパワースライドドア、パワーバックドアなどが追加される。コンソールは大型ハイグレードコンソールとなる。
フロントシートはパワーシート。セカンドシートはエグゼクティブパワーシート。内装色はブラック、シート表皮は合成皮革、木目調パネルはメタルブラウンウッドで、コンソール、スライドドア、クォーター、ステアリングに追加される。
アルミホイールは18インチ（切削光輝）。
G[2.5L]
Xをベースに、パーソナルランプ（LED）、後席用サンシェード、デュアルパワースライドドア＋バックドアイージークローザー、雨滴感知式フロントワイパー、自動防眩インナーミラー、リバース連動機能付きドアミラー、後席サンシェードなどが追加される。コンソールはハイグレードタイプとなる。
フロントシートはパワーシート。セカンドシートはリラックスキャプテンシート。内装色はフラクセン、シート表皮は合成皮革、木目調パネルはメタルブラウンウッドとなり、コンソール、スライドドア、クォーター、ステアリングに追加される。
アルミホイールは17インチ（ハイパークロームメタリック塗装）。
2021年4月の一部改良で廃止された。
S”A Package”[2.5L]
エアロモデル。
Sをベースに、助手席オットマン（マニュアル）、デュアルパワースライドドア＋バックドアイージークローザーなどが追加される。コンソールはハイグレードタイプとなる。
フロントシートはパワーシート。セカンドシートはリラックスキャプテンシート（7人乗り）で、エクストラロングラゲージモード機能が装備される。内装色はブラック、シート表皮はファブリック、木目調パネルはメタルウッド、コンソール部に加飾が追加される。
アルミホイールは18インチ。
2019年12月の一部改良で廃止された。
S[2.5L]
エアロモデル。
Xをベースに、エアロタイプのフロントバンパー・サイドマッドガード・リヤバンパー、ブラックエクステンション2眼LEDヘッドランプ・テールランプに変更される。装備はXに準拠する。
フロントシートはパワーシート。セカンドシートはリラックスキャプテンシート（7人乗り）/ 6:4分割チップアップシート（8人乗り）。内装色はブラック、シート表皮はファブリック、木目調パネルはメタルウッド調。
アルミホイールは18インチ。
X[2.5L]
ベーシックグレード。全車中最廉価グレードである。
2眼LEDヘッドランプ、オートマチックハイビーム、プリクラッシュセーフティ、レーントレーシングアシスト、レーダークルーズコントロール、ロードサインアシスト、パーソナルランプ（バルブ）、スタンダードコンソールボックス、助手席側パワースライドドアなどを装備。
フロントシートはマニュアル。セカンドシートは6:4分割チップアップシート（8人乗り）。内装色はフラクセン、シート表皮はファブリック、木目調パネルはブラウンメタルブラウンウッドでインパネ、コンソール、フロントドア、シフトノブが加飾される。
アルミホイールは16インチ。

#### マイナーチェンジ後 特別仕様車
S"TYPE GOLD"
S[2.5L]/HYBRID SRをベースに、フロントエンブレム（専用ゴールド）、スモークメッキ＋黒メタリック塗装フロントグリル、ダークメッキガーニッシュ付フロントフォグランプ、フードモール・フロントグリル・ミッドグリル及びバックドアガーニッシュ(スモークメッキ)パワーバックドア（挟み込み防止機構付）、3眼LEDヘッドランプ、LEDシーケンシャルターンランプ、パワーバックドア、アクセサリーコンセント、アダプティブハイビームシステム、ウェルカムパワースライドドアなどを特別装備する。
内装色はブラック。特別装備でルーフライニングも通常のライトグレーからブラックとなる。シート表皮はウルトラスエード/合成皮革。木目調パネルは黒木目調でインパネ、フロントドア、シフトノブのほか、特別装備でステアリングも加飾される。
アルミホイールは18インチ（専用高輝度塗装・2.5L車のみ）/17インチ（ハイパークロームメタリック塗装・ハイブリッド）。
S"TYPE GOLD II"
S"TYPE GOLD"の装備に加え、内装に特別装備を追加。
内装色はブラック。特別装備でルーフライニングも通常のライトグレーからブラックとなる。シート表皮はウルトラスエード/合成皮革。木目調パネルはサンバーストゴールドウッド（特別装備）となり、インパネ、フロントドア、シフトノブのほか、特別装備でステアリングも加飾される。通常スパッタリング加飾部はゴールドスパッタリング加飾となる。
アルミホイールは18インチ（専用高輝度塗装・2.5L車のみ）/17インチ（ハイパークロームメタリック塗装・ハイブリッド）。
S"TYPE GOLD III"
S"TYPE GOLD II"の装備に加え、オプティトロンメーターのメーターリングにゴールド加飾が追加。2.5L車にはブラインドスポットモニター[BSM]とパーキングサポートブレーキ（後方接近車両）も特別装備されている。
内装色はブラック。特別装備でルーフライニングも通常のライトグレーからブラックとなる。シート表皮はブランノーブII/合成皮革に変更。木目調パネルはサンバーストゴールドウッド（特別装備）となり、インパネ、フロントドア、シフトノブのほか、特別装備でステアリングも加飾される。通常スパッタリング加飾部はゴールドスパッタリング加飾となる。
アルミホイールは18インチ（専用高輝度塗装・2.5L車のみ）/17インチ（スパッタリング塗装）。

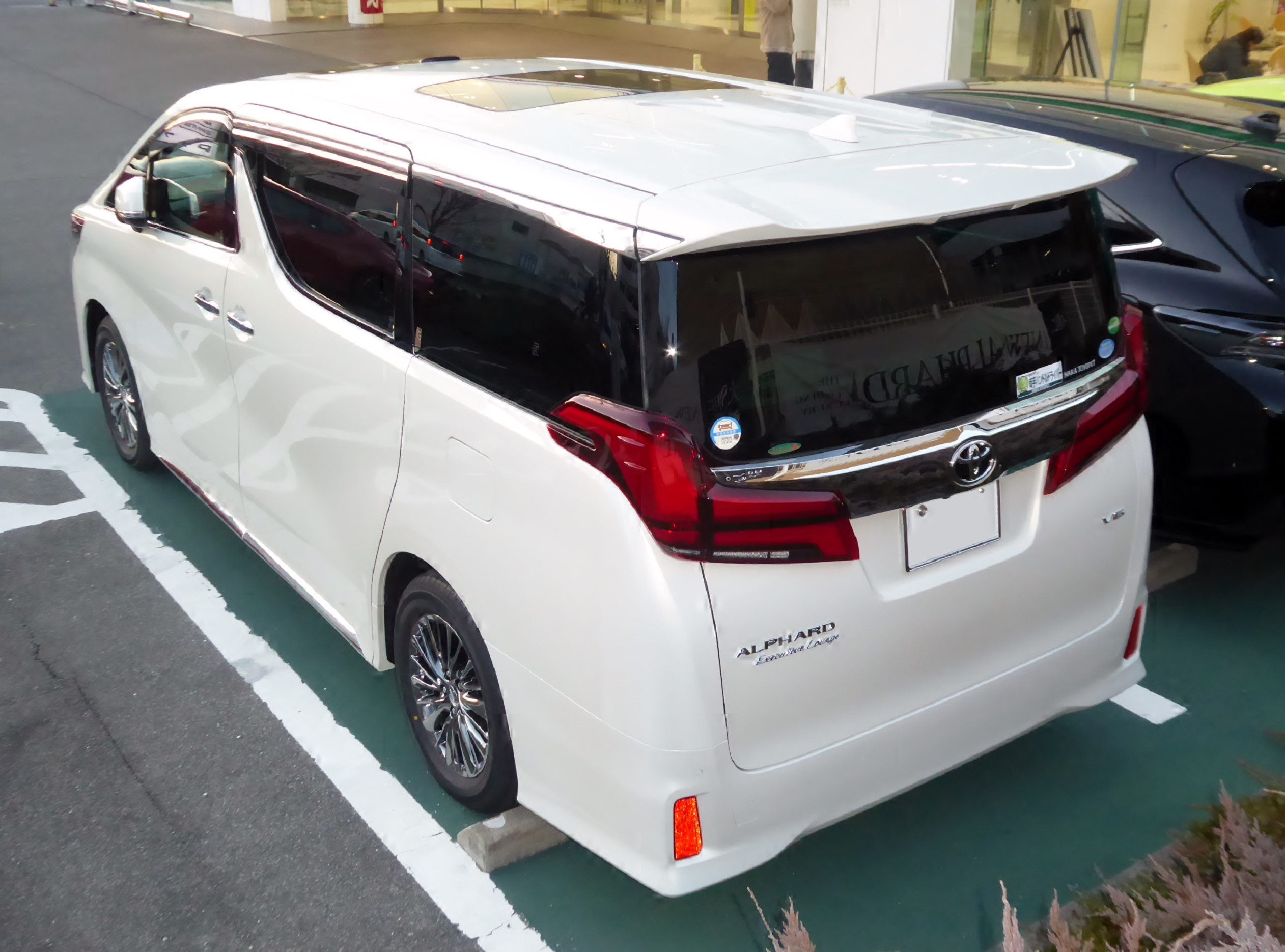
Executive Lounge S（2017年12月改良型）　後面
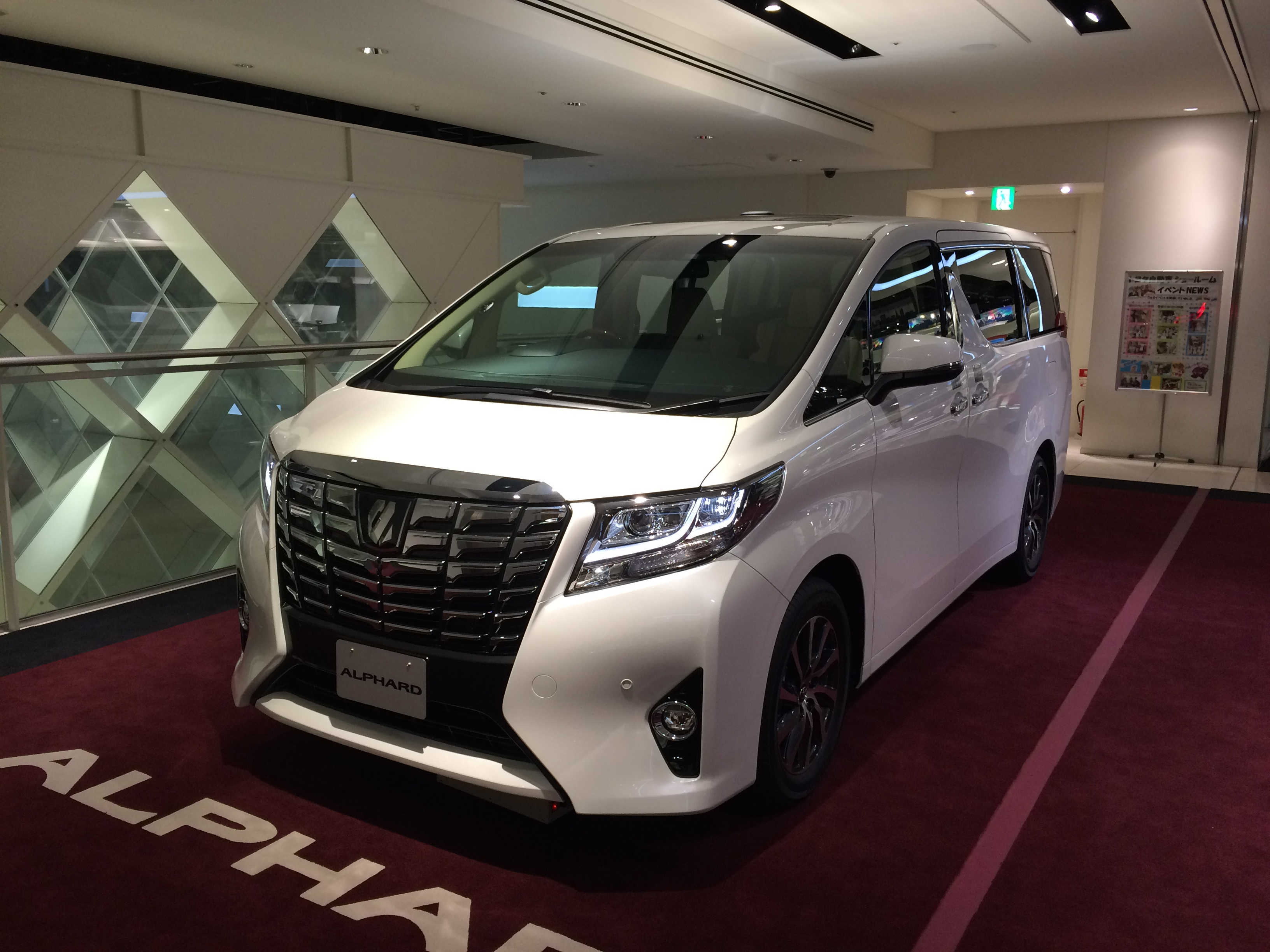
G（2.5L、前期型）
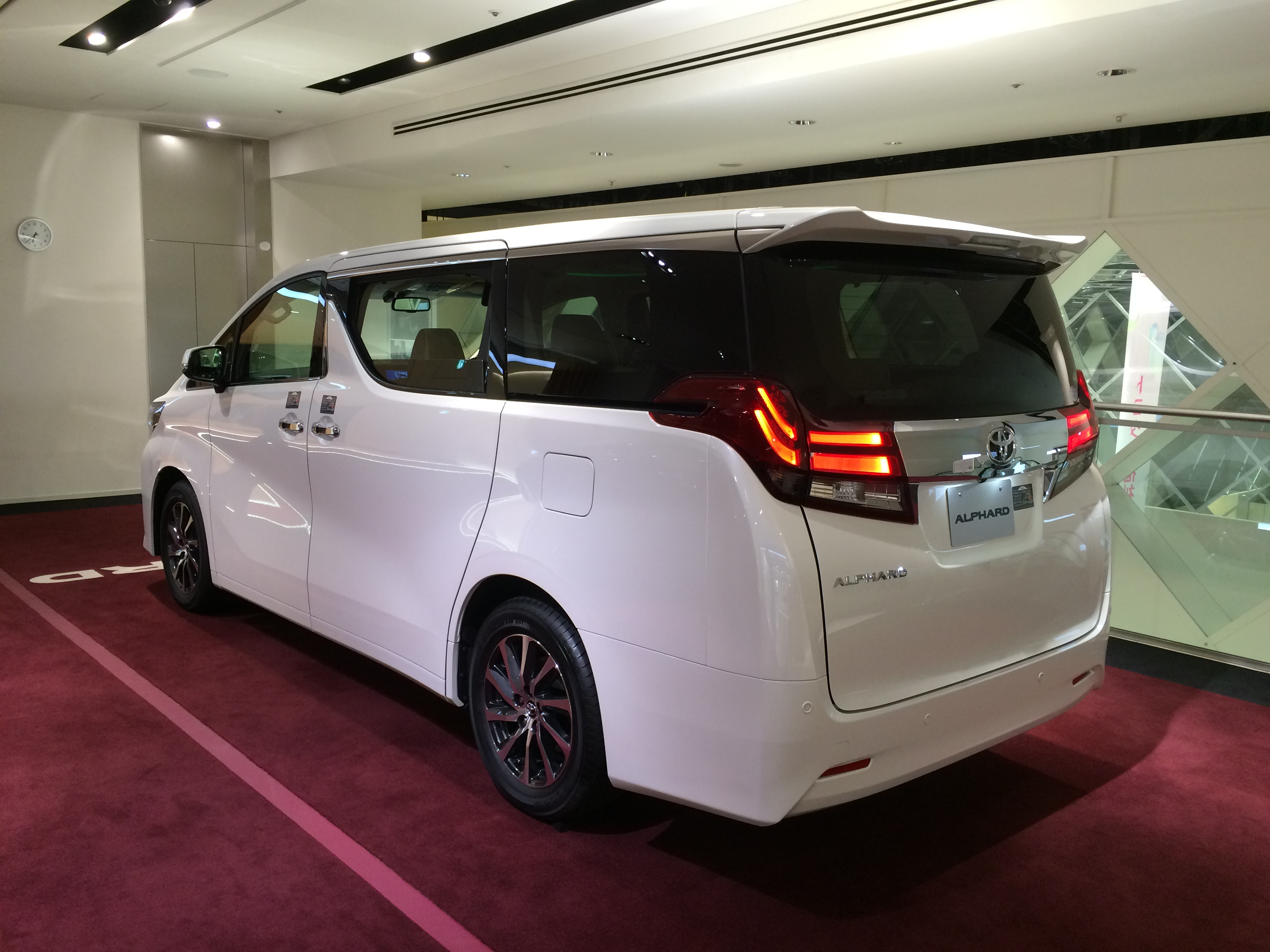
G（2.5L、前期型）　後面
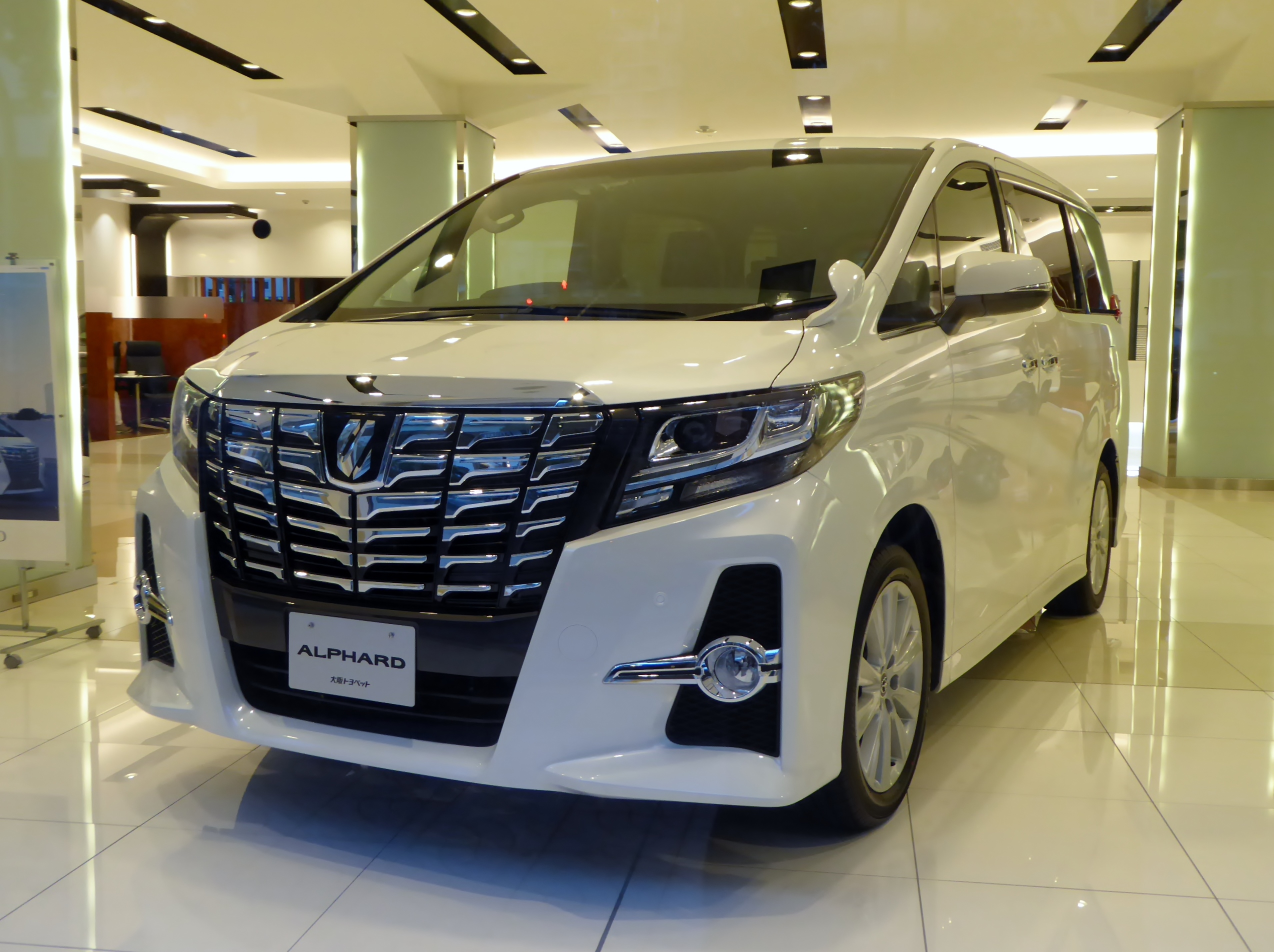
SA（前期型）
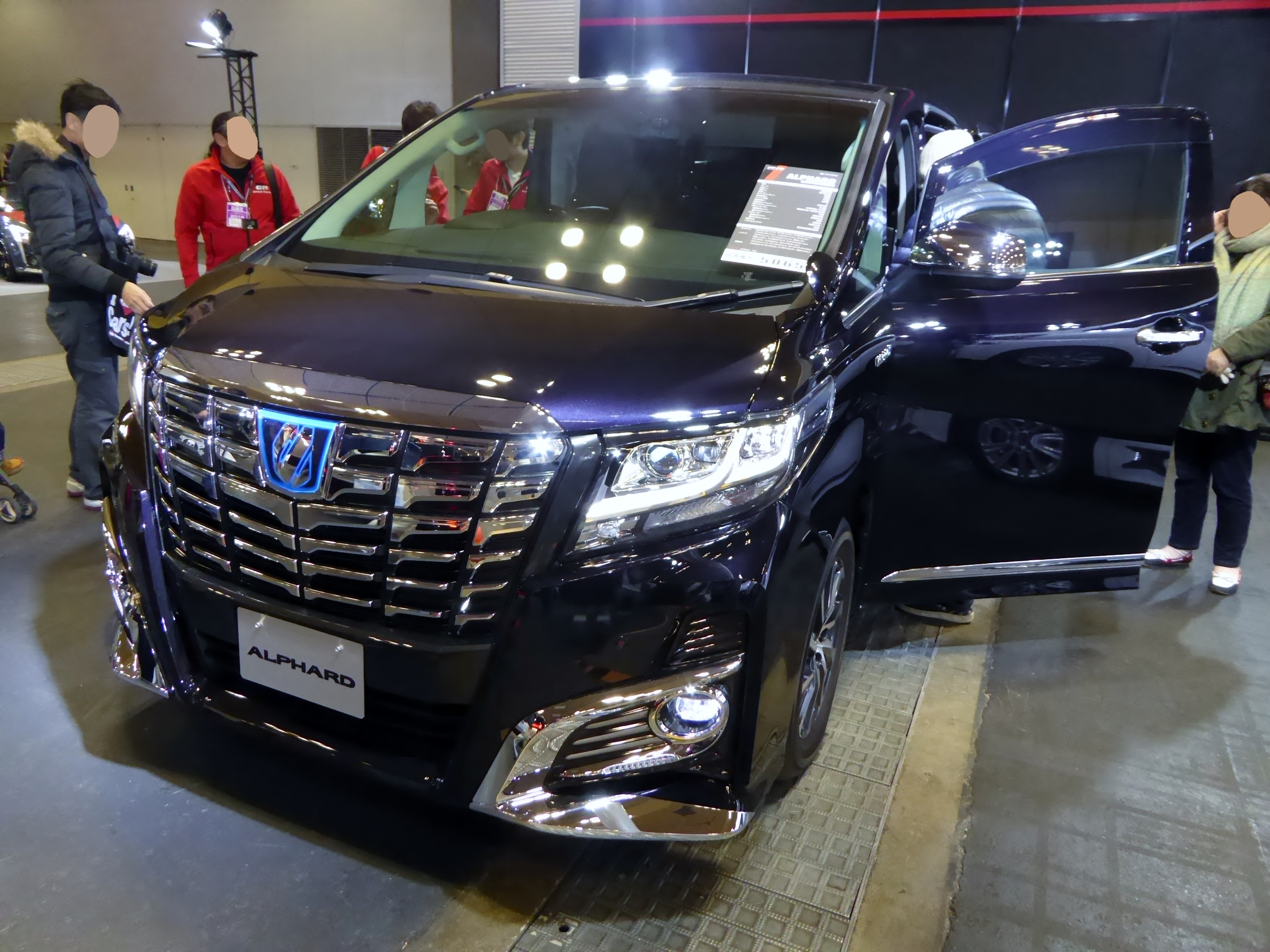
ハイブリッドSR"Cパッケージ"（前期型）
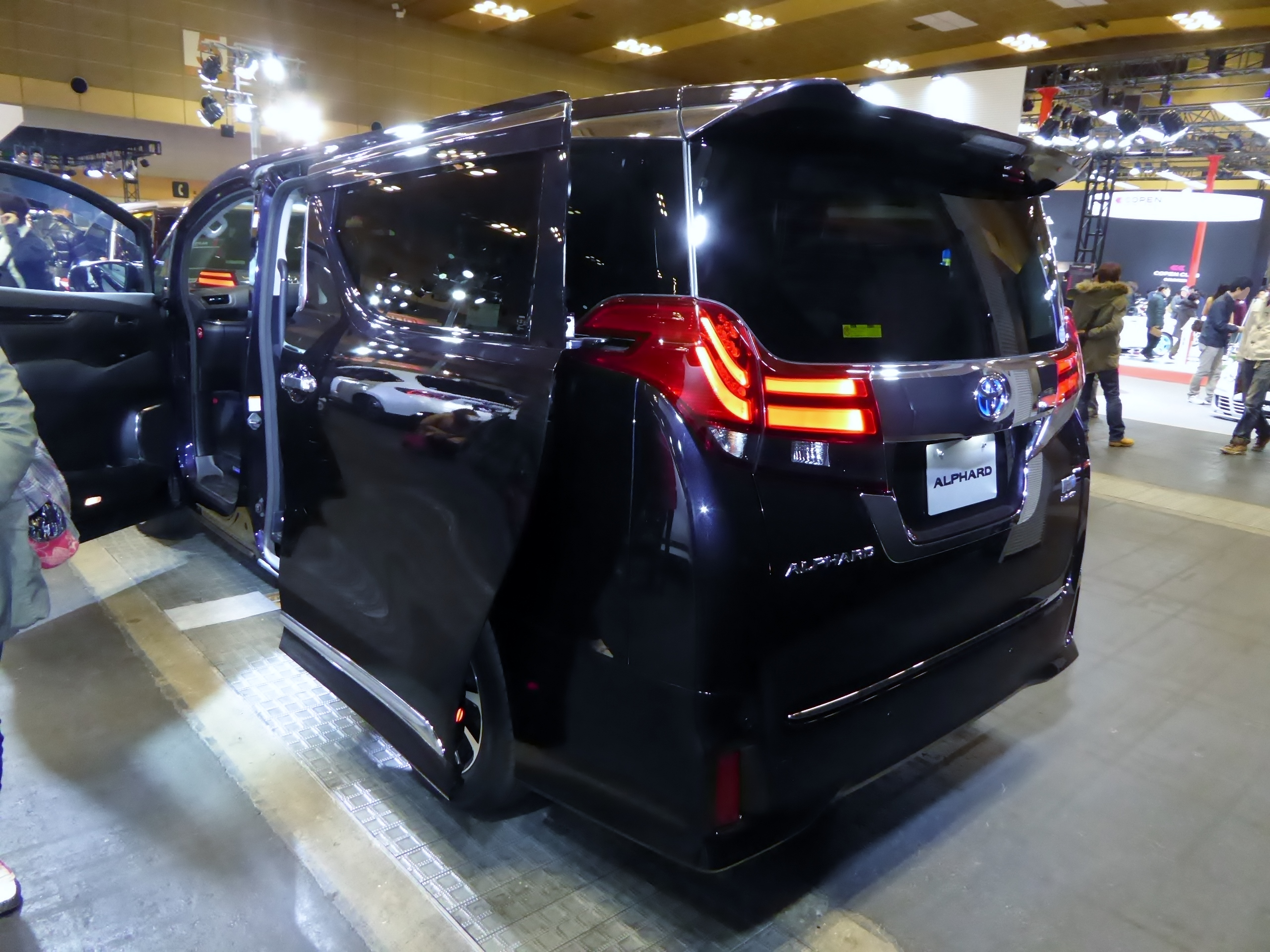
ハイブリッドSR"Cパッケージ"（前期型）　後面
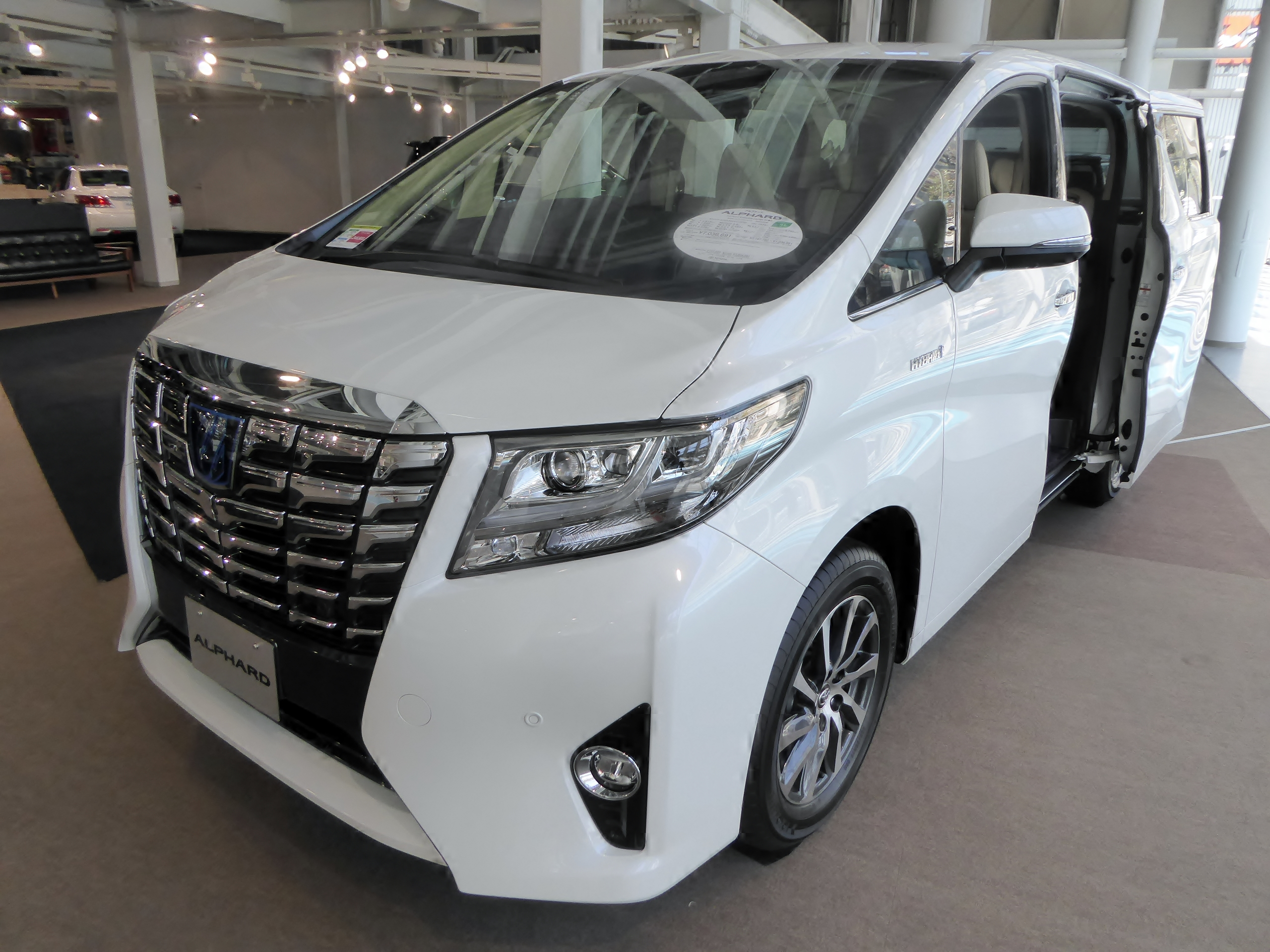
ハイブリッド Executive Lounge（前期型）
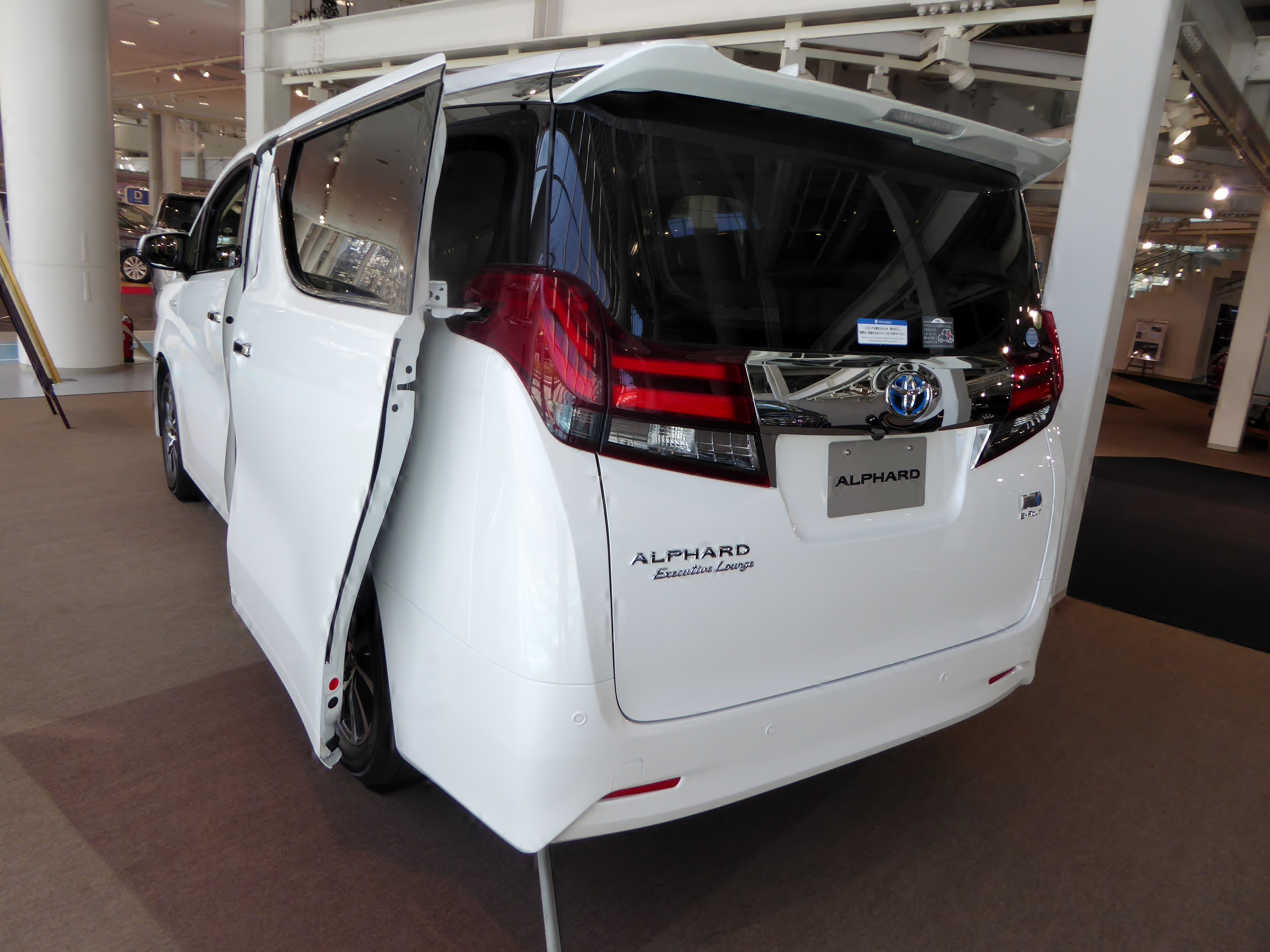
ハイブリッド Executive Lounge（前期型） 後面
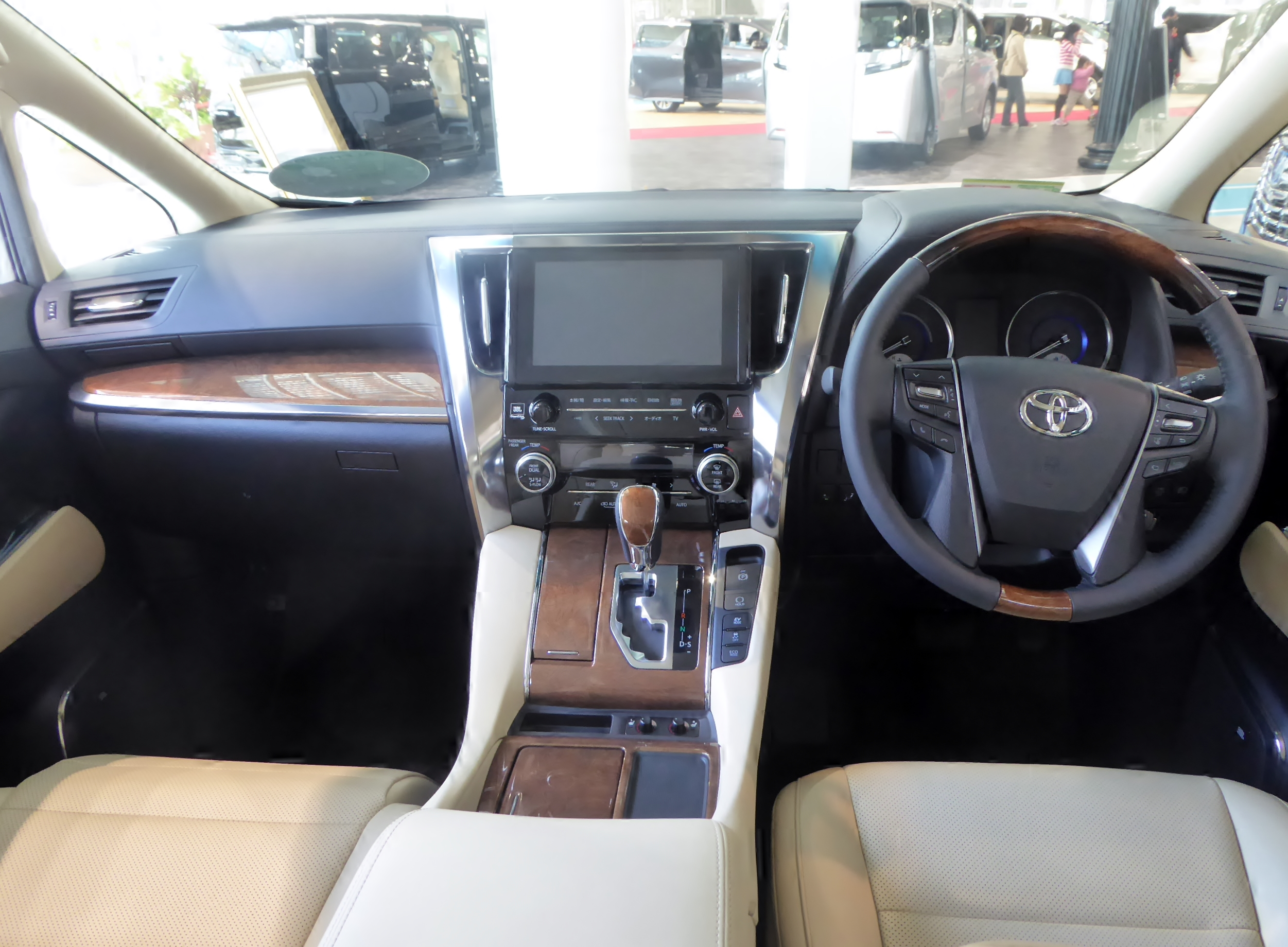
ハイブリッド Executive Lounge（前期型） 室内
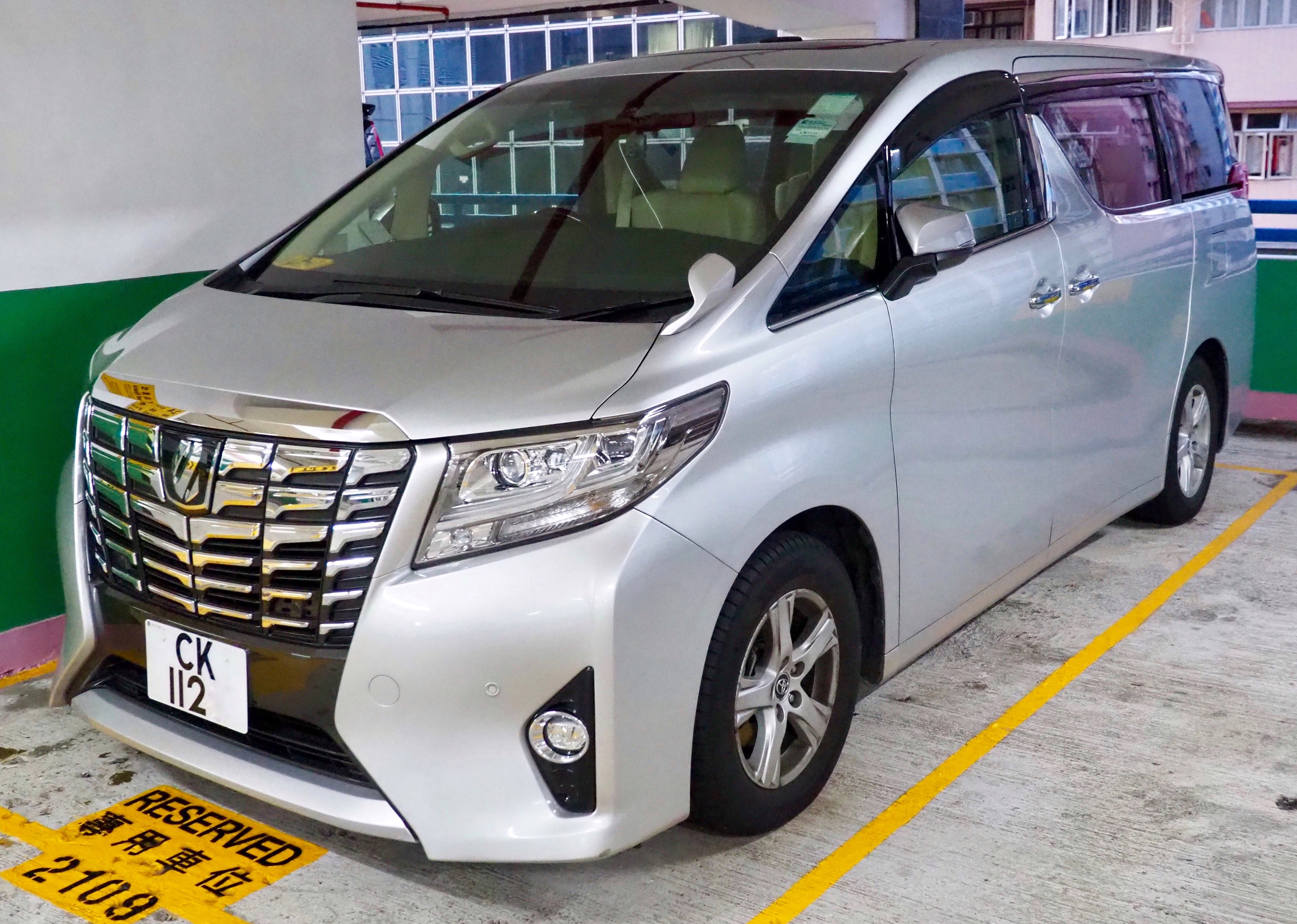
香港仕様
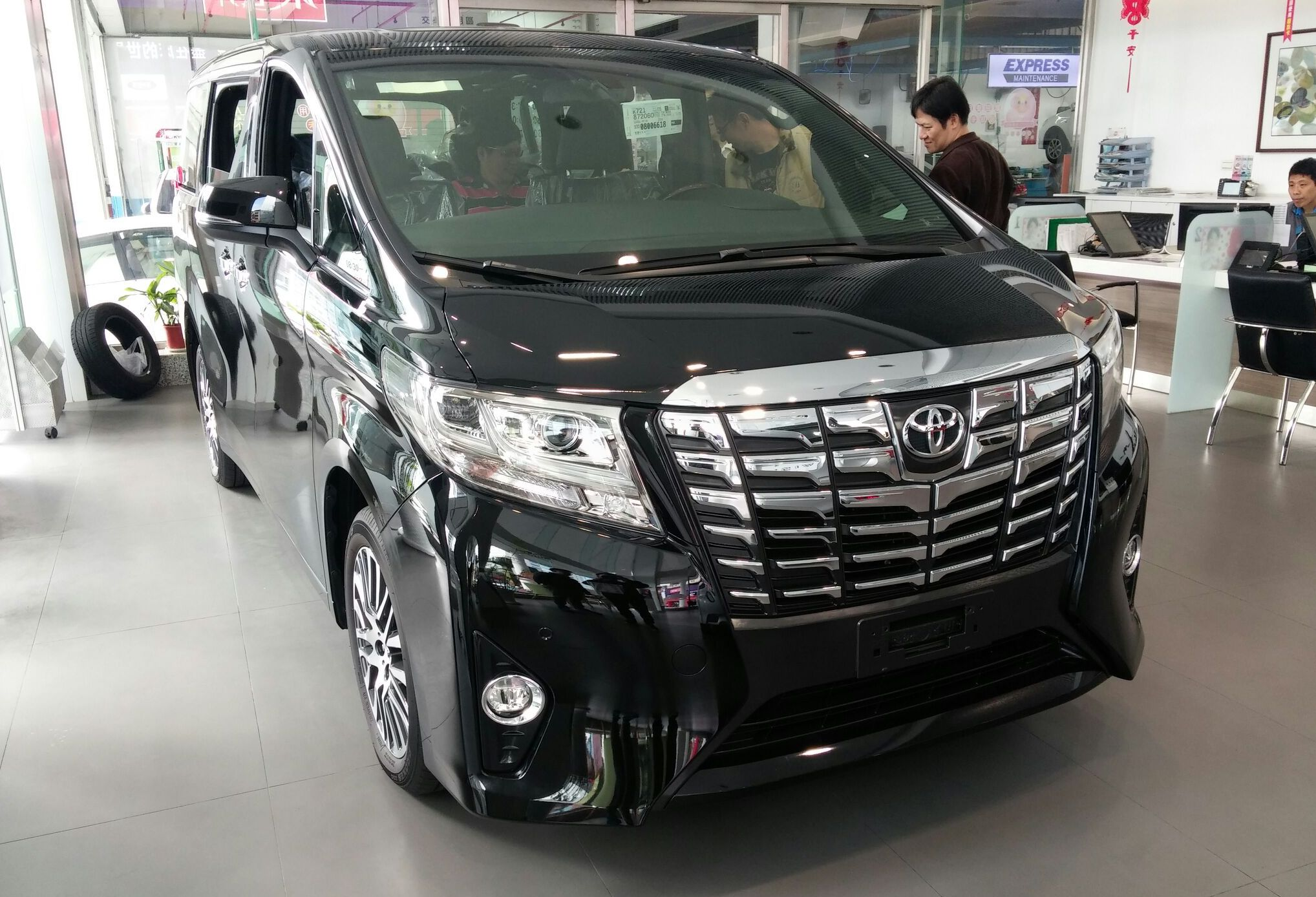
台湾仕様/韓国仕様　エクスクルーシブラウンジ
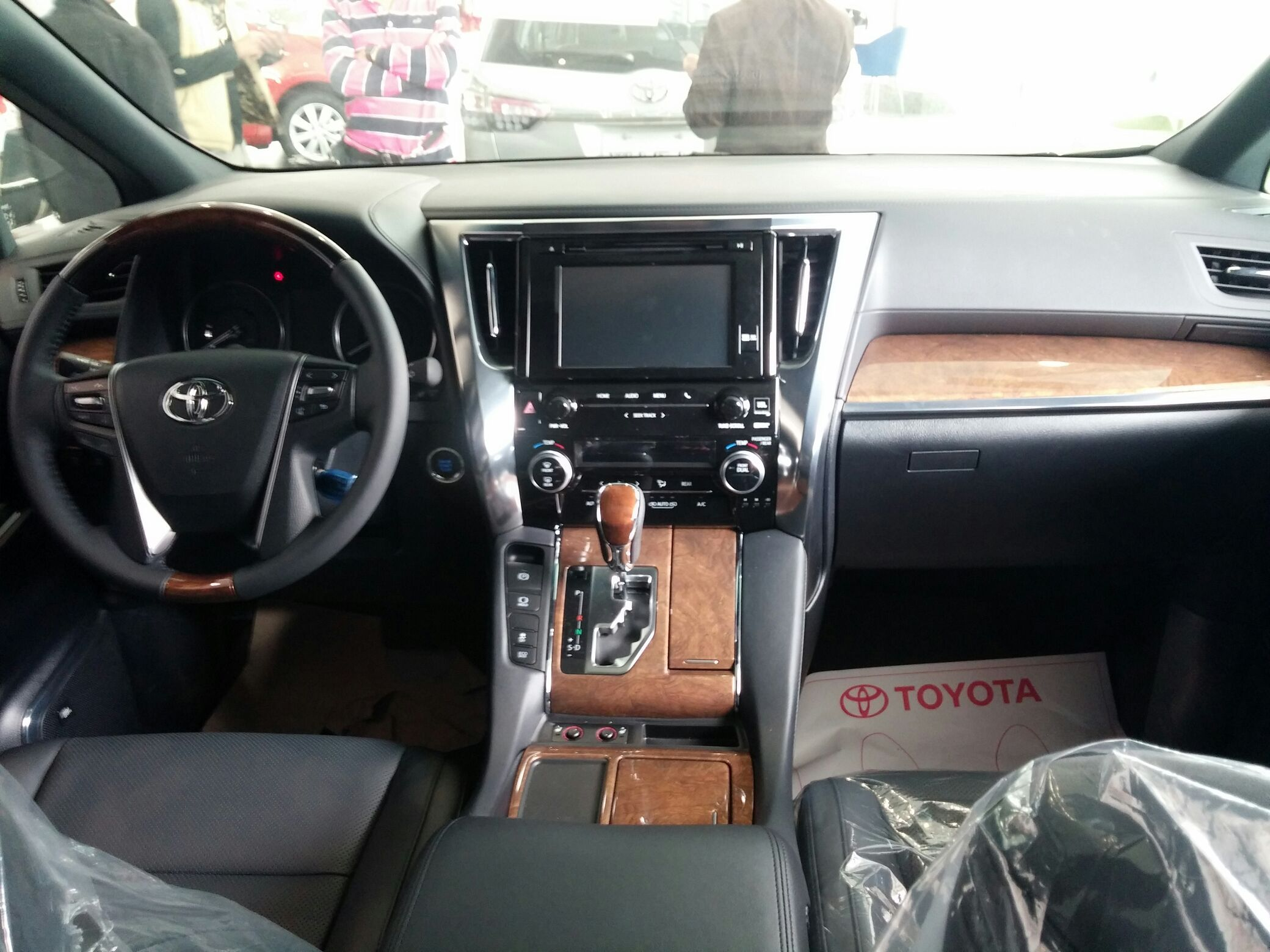
台湾仕様/韓国仕様　エクスクルーシブラウンジ　室内

## 4代目 AGH4#W/AAHH4#W型（2023年 - ）

### 年表
2023年6月21日
姉妹車のヴェルファイアと共に3度目のフルモデルチェンジを実施。
4代目ではオーバーヘッドコンソールが延長されたことで、3代目では点在していた照明・スイッチ類・エアコン吹き出し口などが中央に集約された。スライドドアにはユニバーサルステップが設けられており、トヨタ車では初めて右側（運転席側）にも設置。センターピラーや左右の天井にはロングアシストグリップも設置された。
プラットフォームはGA-Kプラットフォームを採用。ミニバンへの最適化に加え、ロッカーをストレート構造とし、車体底部後方にV字型のブレースを設けた。サスペンションはフロント・リアともに2代目から踏襲されるが、フロントはプラットフォームに合わせて刷新された。
ハイブリッドシステムは、エンジンがヴェルファイアと共通のA25A-FXS型のダイナミックフォースエンジンへ換装されるとともに、モーターも変更されたことでシステム最高出力と燃料消費率を同時に向上。また、これまで設定されていなかったハイブリッド車の2WDモデルが新設された。ガソリン車は3代目から2AR-FE型が踏襲され、4WDモデルも3代目から引き続き設定される。一方、3代目まで設定されていたV6エンジン搭載車については、今回のフルモデルチェンジで廃止された。
安全面では「Toyota Safety Sense」に「プロアクティブドライビングアシスト」を追加。当代では「車線内走行時常時操舵支援」に加えて、信号交差点への接近を検出した際、ドライバーのアクセルオフに加えてウィンカー操作に応じてあらかじめ減速を支援することで右左折時の操作をサポートする「信号交差点に対する右左折時減速支援」を追加した機能強化型となり、ハイブリッド車には高度運転支援技術の「トヨタ チームメイト」も採用（グレードにより標準装備またはメーカーオプション設定）。4代目アルファードは専用のスマートフォンアプリを利用して遠隔での駐車・出庫が可能なリモート機能を備えた「アドバンスド パーク」とドライバー異常時対応システムも備えた高速道路・自動車専用道路での運転支援機能「アドバンスド ドライブ（渋滞時支援）」で構成されている。
福祉改造車両のウェルキャブは3代目に引き続きサイドリフトアップチルトシート装着車がラインナップされているが、シートベルトを取り出しやすくするシートベルトプレートアームやリモコンホルダーが追加された。
グレード体系は3代目から大幅に整理され、カタロググレードはハイブリッド専用グレードとなった「Executive Lounge」と新たな基礎グレードとなる「Z」の2種類に、サイドリフトアップチルトシート装着車は専用グレードの「G」のみにそれぞれ集約された。
ボディカラーも整理され、3代目（2022年4月改良モデル）から踏襲されるブラック、3代目のホワイトパールクリスタルシャイン（メーカーオプション）と差し替えで設定されるプラチナホワイトパールマイカ（メーカーオプション）、アルファード専用設定となる新色のプレシャスレオブロンド（メーカーオプション）の全3色となった。
なお、フロントのエンブレムが姉妹車のヴェルファイアと同じトヨタのCIに変わり、専用エンブレムはフロントドアサッシュに移された。リアは3代目では左下にエンブレムとして配置していた車名ロゴがCI真下のガーニッシュ上に移動してバラ文字配列されたほか、ハイブリッド車は右下に装着されているハイブリッドエンブレムが5代目プリウスで導入された「HEV」ロゴへ変更された。
2024年12月20日
姉妹車のヴェルファイアと共に一部改良とプラグインハイブリッド車（以下、PHEV）の追加設定を発表（一部改良モデルは2025年1月17日、PHEVは同年1月31日に順次発売）。さらに特別仕様の2列車「Spacious Lounge」を追加した。
一部改良では、前後方に対応したドライブレコーダーを備えたデジタルインナーミラーが全車標準装備となり、「Excective Lounge」のみの設定だったJBLプレミアムサウンドシステム（15スピーカー）14インチリアシートエンターテインメントシステムを「Z」にも設定を拡大。新たに「X」が追加され、ガソリン車は「サイドリフトアップチルトシート装着車」の廉価グレードとして、ハイブリッド車は4代目モデルでは唯一となる8人乗り仕様のエントリーグレードとして設定された。なお、「X」はボディカラーでプレシャスレオブロンド（メーカーオプション）の設定が不可となる。
PHEVは最上位グレードの「Excective Lounge」に設定され、ハイブリッド車をベースに動力用主電池を51Ahのリチウムイオン電池に変え、最大1,500W（AC100V）の外部給電機能を追加。

#### カタロググレード
Spacious Lounge
PHEV、ハイブリッドに設定。
Excective Loungeと基本装備は同じだが、2列仕様で後席が非常に大きく確保されており、贅沢な仕様となっている。後席にはスペーシャスラウンジシート、ヘッドレストスピーカー、前後セパレートカーテンが標準装備される。プレシャスホワイト又はブラックを選択した場合、ペイントプロテクションフィルムがオプションで装着できる。
ホイールは19インチが標準装備される。
価格はPHEV車で1480万円。
Excective Lounge
PHEV、ハイブリッドに設定。
Zの装備に加え、ホイールハウスカバー、高遮音性ガラス、左右独立ムーンルーフ、アクティブノイズコントロール、緊急時操舵支援、トヨタチームメイト（アドバンストパーク＋パーキングサポートブレーキ）＋アドバンストドライブ、静電式ステアリングスイッチ、電動サイドサンシェード、助手席可倒式ヘッドレスト、カラーヘッドアップディスプレイ、読書灯、JBLプレミアムサウンドシステム（15スピーカー）14インチリアシートエンターテインメントシステムなどが装備される。サイドマッドガードにはメッキが追加される。
シフトノブはエレクトロシフトマチック＋パドルシフトが標準装備。
フロントシートはパワーシート。セカンドシートはエグゼクティブラウンジシート。
内装色はブラック/ニュートラルベージュの2色。シート表皮はプレミアムナッパ本革。加飾はUZURAMOKU+シルバースパッタリング（ブラック内装）/UZURAMOKU＋ブロンズスパッタリング（ニュートラルベージュ内装）。インパネ/ステアリング/フロントドア/スライドドア/リアクォーター/コンソールが加飾される。
PHEVは本革巻き3本スポークステアリングホイールが本杢に、ルーフヘッドライニングが「ウルトラスエード」にそれぞれ変更となる。
タイヤ・アルミホイールはハイブリッド車が17インチ、PHEVは19インチが標準となり、オプションでハイブリッド車は19インチ、PHEVは17インチを選択可能。
価格はPHEV車で税込1065万円、ハイブリッド車で税込860万円〜。
Z
ハイブリッド、ガソリン車に設定。
3眼LEDヘッドランプ、シーケンシャルターンランプ、自動防眩ドアミラー、オートワイパー、後席用サイドサンシェード（マニュアル）プリクラッシュセーフティ、レーントレーシングアシスト＋レーンディパーチャーアラート、レーダークルーズコントロール、アダプティブハイビームシステム、ブラインドスポットモニター、ステアリングスイッチ、デュアルパワースライドドア、ディスプレイオーディオPlus、10スピーカーなどを標準装備する。
シフトノブはガソリン/ハイブリッドどちらもストレートシフトが標準装備。
フロントシートはパワーシート。セカンドシートはエグゼクティブパワーシート。
内装色はブラック、シート表皮は合成皮革、加飾はDARK BROWN（シルバースパッタリング（ブラック内装）/ブロンズスパッタリング（ニュートラルベージュ内装）。インパネ/ステアリング/フロントドア/スライドドア/リアクォーター/コンソールが加飾される。アルミホイールは18インチ。オプションで17インチを選択可能。
価格は税込555万円〜657万円。
G
ハイブリッド、ガソリン車に設定。
ウェルキャブ サイドリフトチルトアップシート車のみの販売。
9.8インチディスプレイオーディオ、防眩インナーミラー、本革巻3本ステアリングホイール（木目調加飾なし）、フロントグリル（G専用）、フロントフォグランプカバー（材着・Zは塗装）、8スピーカーなど、Zと比較し装備がグレードダウンされる。
フロントシートはパワーシート。セカンドシートはリラックスキャプテンシート（運転席側・マニュアルシート）、サイドリフトチルトアップシート（助手席側・パワーシート）。
内装色はブラック、シート表皮はファブリック＋合成皮革、加飾はGRAPHITE MESH+ブロンズ塗装。インパネ/ステアリング/フロントドア/スライドドア/リアクォーター/コンソールが加飾される。
アルミホイールは17インチ。
X
ハイブリッド、ガソリン車に設定。
ガソリン車はウェルキャブ サイドリフトチルトアップシート車のみの販売。
オートマチックハイビームなど、ハイブリッドのZやガソリン車のウェルキャブ サイドリフトチルトアップシート車のGと比較し装備がさらにグレードダウンされる。
フロントシートはマニュアルシート。セカンドシートはハイブリッド車が6:4分割チップアップシート。ガソリン車（サイドリフトチルトアップシート車）はGに準じる。
内装色はブラック、シート表皮はファブリック、加飾はGRAPHITE MESH+ブロンズ塗装。インパネとフロントドアが加飾される。
2024年12月の一部改良で8人乗りのハイブリッド車を追加。
標準車の価格は税込510万円〜532万円。

## 2020年4月までの販売店
- トヨペット店
  - 東京都では、以前は東京トヨペットで取扱っていたが、2019年4月1日の販売チャネル制度廃止に伴い、全てのトヨタ車両販売店（トヨタモビリティ東京、カローラ店系列のトヨタ西東京カローラ、ネッツ店系列のネッツトヨタ多摩とネッツトヨタ東都）で姉妹車のヴェルファイア共々取り扱う。

## 車名の由来
- 星座の中で最も明るい星を意味するギリシャ語のα（alpha）に由来する造語。